# 茶

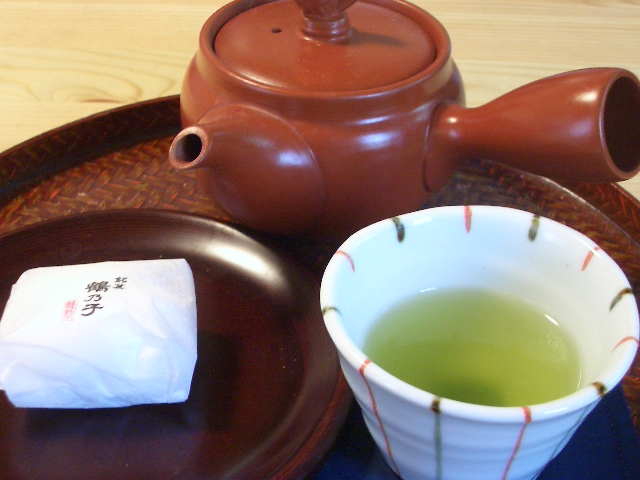
日本で一般的な緑茶の煎茶（お茶）

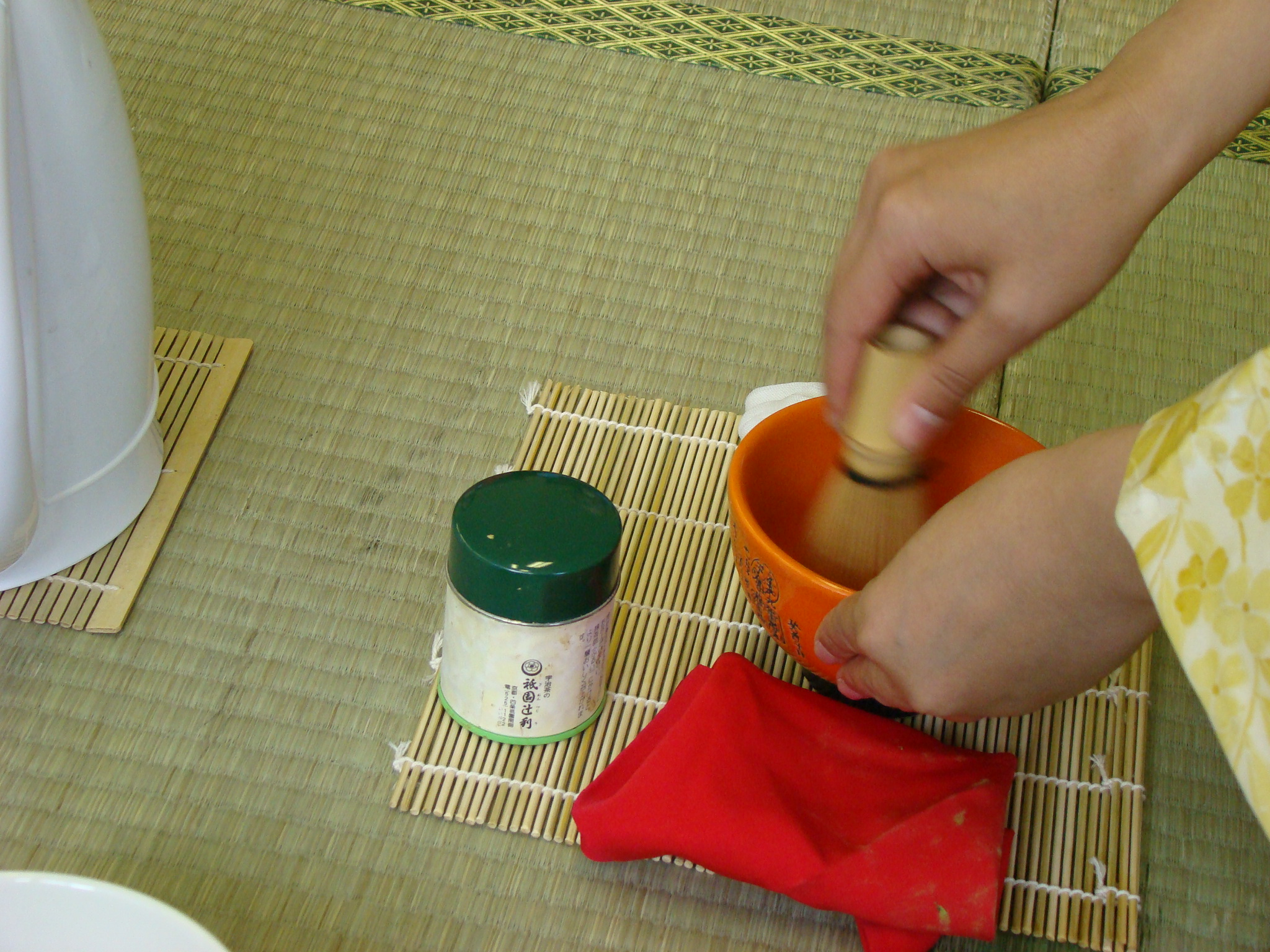
抹茶を点てる様子

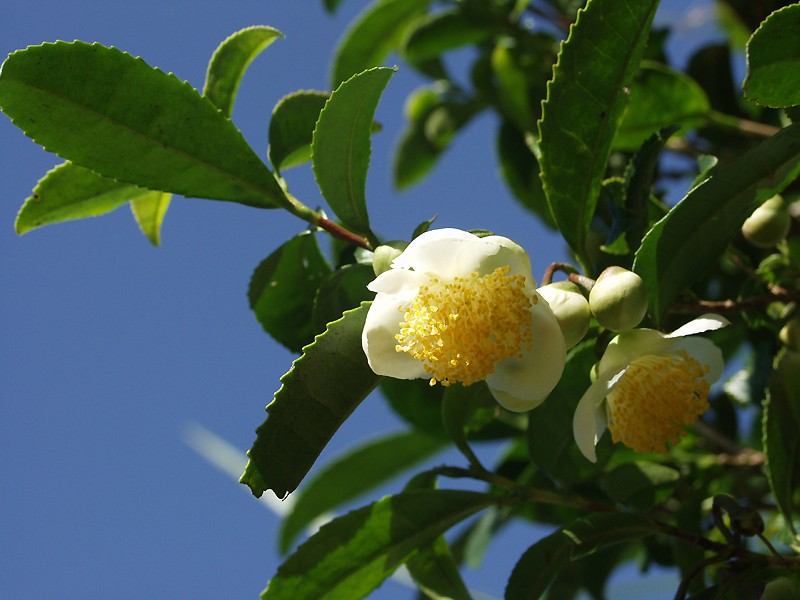
秋に花咲く、日本の茶の木
（愛媛県広見町）。

茶（ちゃ）は、チャノキ（学名:Camellia sinensis (L.) O. Kuntze）の葉（茶葉）や茎（茎茶・棒茶）から作られる飲み物である。
また、これに加えて、チャノキ以外の植物の部位（葉、茎、果実、花びら、根等）や真菌類・動物に由来する加工物から作られる飲み物（「茶ではない「茶」」の節、茶外茶を参照）にも「茶」もしくは「○○茶」と称するものが数多くある。

## 定義
茶類を分類したISO 20715:2023「Tea — Classification of tea types」では茶を以下のように定義している：
products processed by characteristic techniques exclusively using fresh tea leaves and known to be suitable for consumption

（試訳）生葉のみを使用し、特徴的な技術によって加工され、消費に適していることが知られている製品。
ここで生葉（fresh tea leaf）は以下のように定義される：
material plucked from the tender leaves, buds and shoots of the varieties of Camellia sinensis (L.) O. Kuntze by hand or by using machinery

（試訳）Camellia sinensis (L.) O. Kuntzeの変種の柔らかい葉、芽、または苗条を手作業または機械で摘み取った原料

## 栽培

### チャノキ

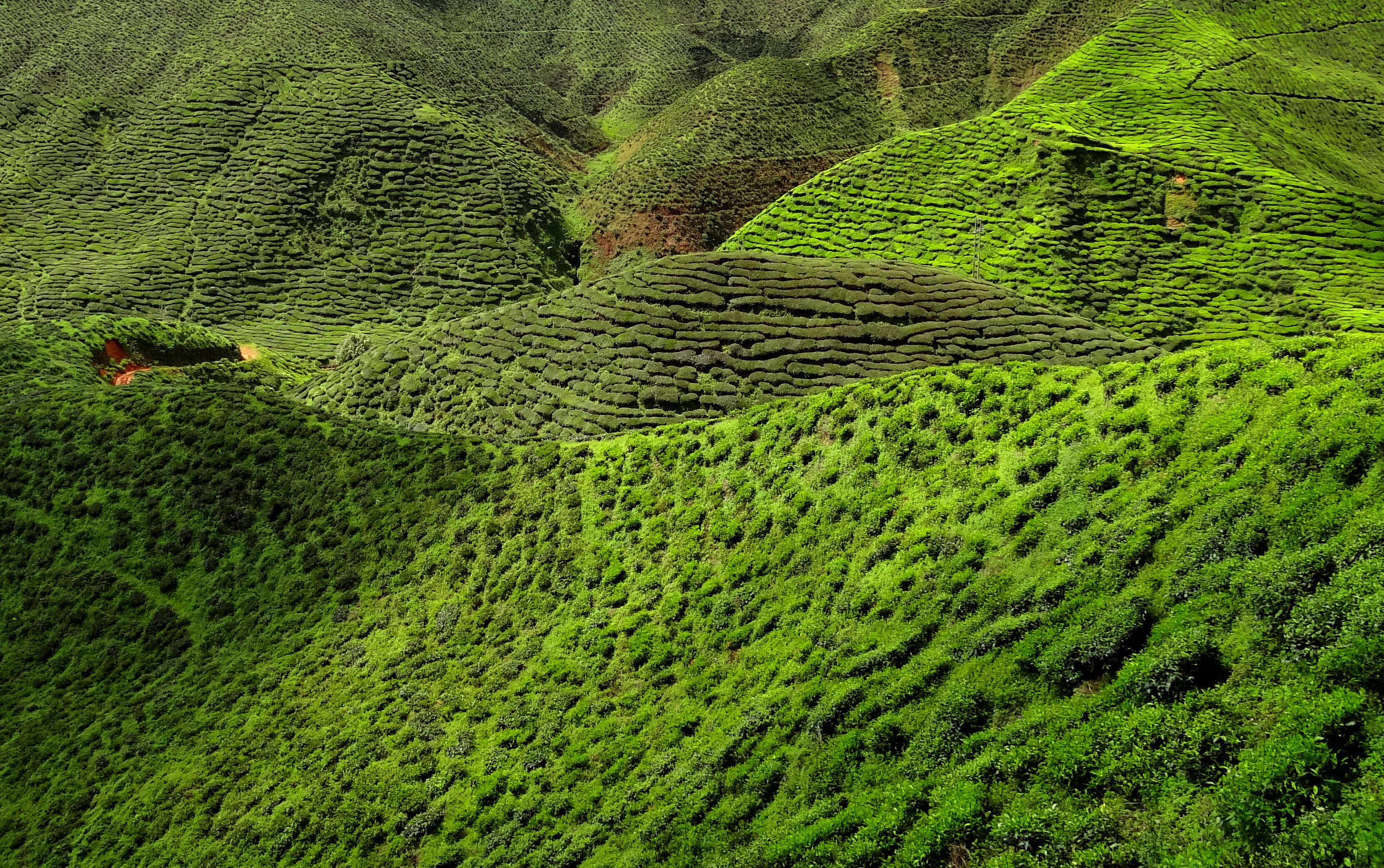
マレーシア・キャメロンハイランドにある茶のプランテーション。

チャノキ（茶樹、学名:Camellia sinensis (L.) O. Kuntze）は、主に熱帯及び亜熱帯気候で生育する常緑樹である。品種によっては海洋性気候でも生育可能であり、最北でイギリスのペンブルックシャー やアメリカ合衆国ワシントン州で栽培されている。
茶樹は種子から、あるいは挿し木によって繁殖する。茶樹が種子を付けるまで4年から12年ほどかかり、新しい木が収穫（摘採）に適するまでには3年ほどかかる。年平均気温が12.5 - 13℃以上（適温は14 - 16℃）、年間降水量が1300 - 1400mm以上、土壌はpH4 - 5程度の酸性であることが望ましいとされている。茶の品質は一般に窒素を多くするほど向上する（ある程度以上では効果は薄い）。そのため多施肥化が進み、日本などでは硝酸態窒素による地下水汚染が問題になっている。

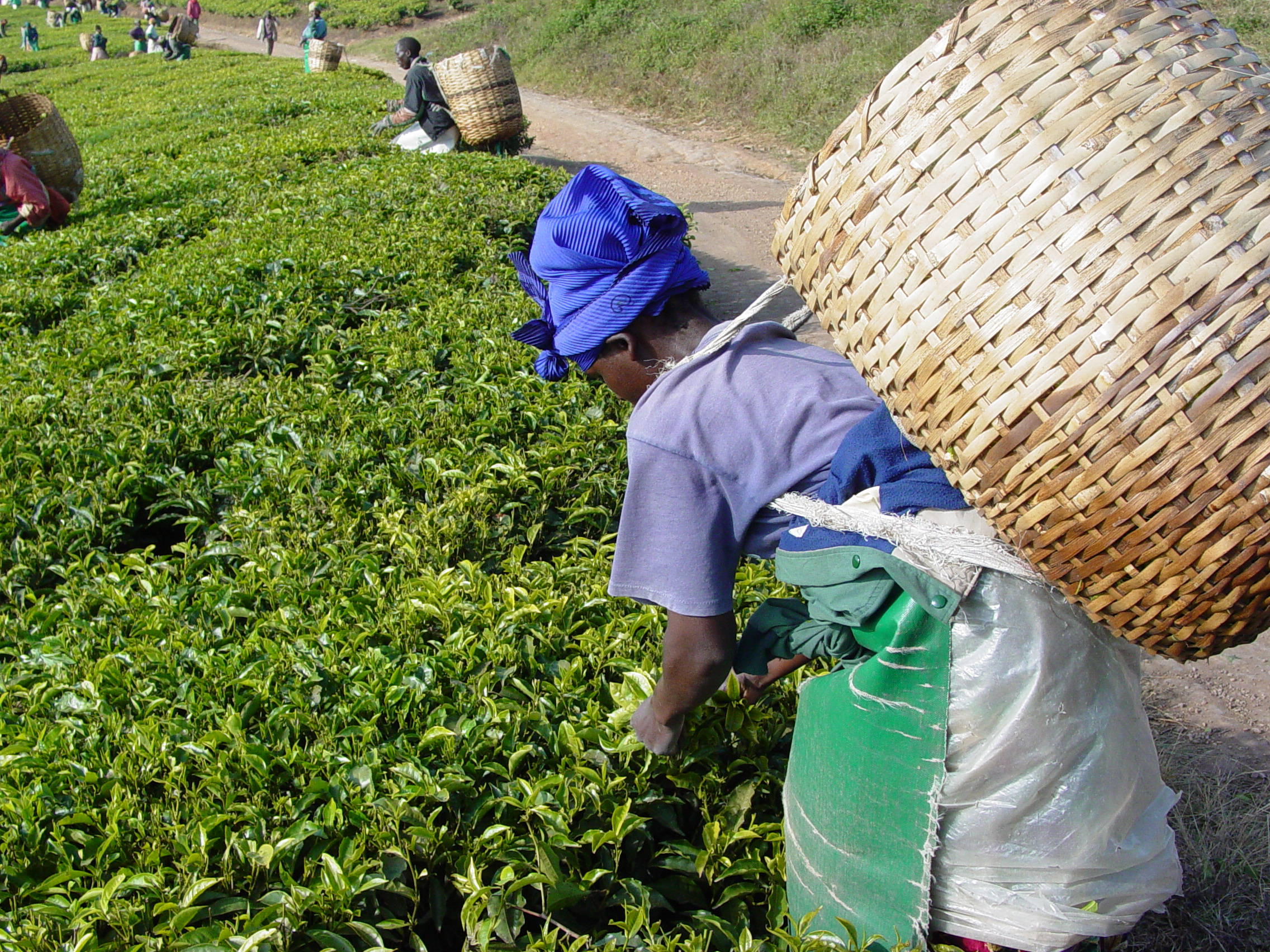
タンザニアの手摘みの様子。

### 栽培されている変種
世界で主に栽培されているチャノキは基準変種であるチャノキ（学名：Camellia sinensis (L.) O. Kuntze var. sinensis）とアッサムチャ（学名：Camellia sinensis (L.) O. Kuntze var. assamica）であり、茶業では前者を中国種、後者をアッサム種という。
なお、カンボジア種 (C. assamica subsp. lasiocaly) およびダージリンティーはいずれも中国種とアッサム種のハイブリッドである事が遺伝子解析により示された。
また中国雲南省ではCamellia taliensis（大理茶）が茶（白茶や紅茶やプーアル茶）を作るのに使われている。

#### 中国種
比較的カテキン含有量が少なく、酵素の活性も弱く酸化発酵しにくいことから、一般に緑茶向きとされている。
中国種は幹が枝分かれした低木で、寒い冬にもよく耐え、100年程度栽培可能である。葉は比較的小さく、成長時の長さは5センチメートル程度である。中国、日本などの緑茶生産国のほか、イラン、グルジア、トルコなど冬の寒さが厳しい場所で栽培されている。また、インドのダージリンやスリランカでも栽培されている。

#### アッサム種
アッサム種はカテキン含有量が多く、酵素の活性が強く発酵しやすいことから、紅茶向きとされている。また黒茶のうち、プーアル熟茶もアッサム種を使うことが前述のISO 20715:2023「Tea — Classification of tea types」に規定されている。
アッサム種は単幹の高木で、放置すれば6メートルから18メートルの高さにも達する。葉が大きく、15-35センチメートルまで成長する。栽培に適した高さに刈り込みながら摘採した場合、経済的に利用可能なのは40年程度である。アッサム種の中に5つの亜変種があるとの説もある。生育の良さと葉の大きさのため収量があり、インドのアッサム地方、スリランカ低地、インドネシア、ケニアなどで栽培されている。

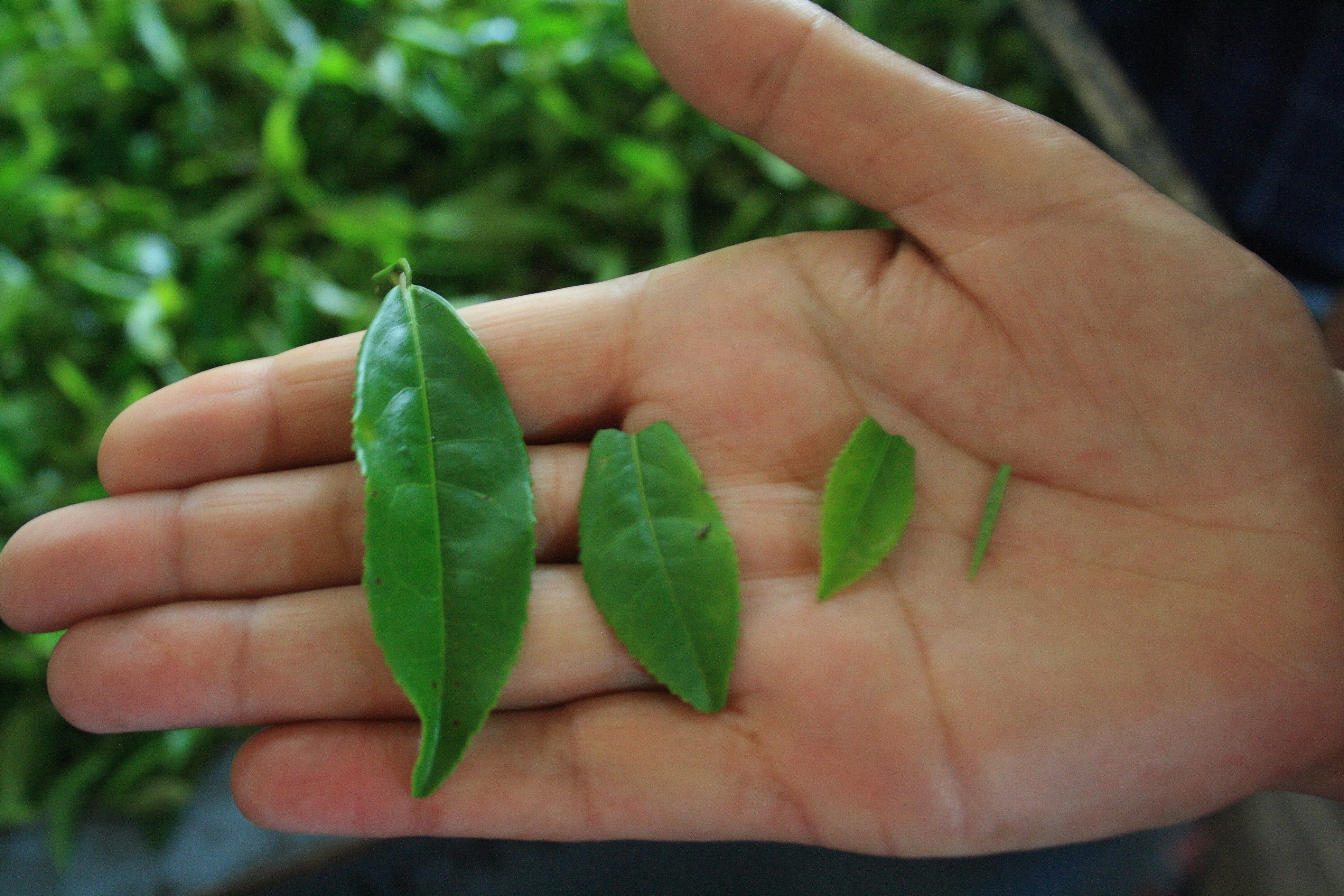
摘採直後の茶葉。同じ木から摘んだものでも、葉の小さいものの方が重量当たりの価値が高い（インド・ダージリン）。

### 栽培
新芽が成長してくると摘採を行う。摘採時期が遅れると収量は増えるものの、次第に粗繊維が増加して葉が硬化し、主成分であるカフェイン、カテキン、アミノ酸（テアニン）も急激に減少するため、品質が低下する。そのため、品質を保ちながら収量を確保するため、摘採時期の見極めが必要である。
成熟した茶樹のうち、摘採するのは上部数センチメートルの葉と葉芽だけである。成長期には摘採後7日から15日で新しい葉が生え、葉がゆっくり成長するほど風味豊かな茶となるとされる。

## 味と香りの化学

### 主成分と味
茶には主として以下の成分が含まれている：
| 成分                   | 成分           | 成分                     | 味     | 味   | 味   | 味   | 味   |
| 成分                   | 成分           | 成分                     | うま味 | 苦味 | 渋味 | 甘味 | 酸味 |
| ---------------------- | -------------- | ------------------------ | ------ | ---- | ---- | ---- | ---- |
| カテキン類             | 遊離型         | エピカテキン             | －     | ◯    | －   | －   | －   |
| カテキン類             | 遊離型         | エピガロカテキン         | －     | ◯    | －   | －   | －   |
| カテキン類             | エステル型     | エピカテキンガレート     | －     | ◯    | ◯    | －   | －   |
| カテキン類             | エステル型     | エピガロカテキンガレート | －     | ◯    | ◯    | －   | －   |
| アミノ酸類             | テアニン       | テアニン                 | ◯      | －   | －   | ◯    | －   |
| アミノ酸類             | グルタミン酸   | グルタミン酸             | ◯      | －   | －   | －   | ◯    |
| アミノ酸類             | アスパラギン酸 | アスパラギン酸           | －     | －   | －   | －   | ◯    |
| アミノ酸類             | アルギニン     | アルギニン               | －     | ◯    | －   | －   | －   |
| アミノ酸類             | その他         | その他                   | ◯      | ◯    | －   | ◯    | －   |
| カフェイン             | カフェイン     | カフェイン               | －     | ◯    | －   | －   | －   |
| 遊離還元糖             | 遊離還元糖     | 遊離還元糖               | －     | －   | －   | ◯    | －   |
| アルコール沈殿高分子物 | 水溶性ペクチン | 水溶性ペクチン           | －     | －   | －   | －   | －   |

上記に上げた味のうち、渋味のみ基本味ではなく物理的な収れん感覚であり、辛味とともに補助味とされる。

### 香りと化合物
茶の香りの元となる主な化合物は以下のとおりである：
| 香り                                   | 主な化合物                                      |
| -------------------------------------- | ----------------------------------------------- |
| 若葉の爽やかな香り                     | 青葉アルコールやそのエステル類                  |
| スズラン様の軽く爽やかな花香           | リナロール                                      |
| バラ様のあたたかい花香                 | ゲラニオール、フェネチルアルコール              |
| ジャスミン、クチナシ様の甘く重厚な花香 | シス-ジャスモン、メチルジャスモネート、ヨノン類 |
| 果実、特に桃様、乾果様の香り           | ジャスミンラクトン、その他ラクトン類            |
| 木質系の香り                           | 4-ビニルフェノール、セスキテルペン              |
| 青苦く重い香り                         | インドール                                      |
| 青海苔様の匂い                         | ジメチルスルフィド                              |
| 加熱により生じる香ばしい香り           | ピラジン類、フラン類                            |
| 保存中に増加する古茶臭                 | 2,4-ヘプタジエナールなど                        |

## 分類・製造
中国茶では、緑茶、白茶、黄茶、烏龍茶、紅茶、黒茶の大きく6種類の区別が用いられている。茶の分類の国際規格ISO 20715:2023「Tea — Classification of tea types」においても同じ6分類が用いられているので、これは国際的にも有効な分類である。
なおこの分類は「チャノキの」「生葉」「のみ」を使った茶の分類なので、この条件を満たさない茶（例えば麦茶）は分類に含まれない。これらの「茶」については「茶ではない「茶」」の節を参照されたい。
これら６種類のうち黒茶以外の違いは一般的には発酵度合いによって説明され、発酵度合いの低い順に緑茶、白茶、黄茶、烏龍茶、紅茶とされ、それぞれ不発酵茶、微発酵茶、弱後発酵茶、半発酵茶、発酵茶と呼ばれる。ただし茶業における「発酵」は酵素による酸化を指し、生化学的な意味での「発酵」ではない。黒茶に関しては生化学的な意味での発酵（すなわち微生物による嫌気的な代謝）が行われ、後発酵茶と呼ばれる。
一方、前述のISO 20715:2023では茶の製法の観点からこれら6種類を定義しているが、これについては後述する。

六大分類の茶葉
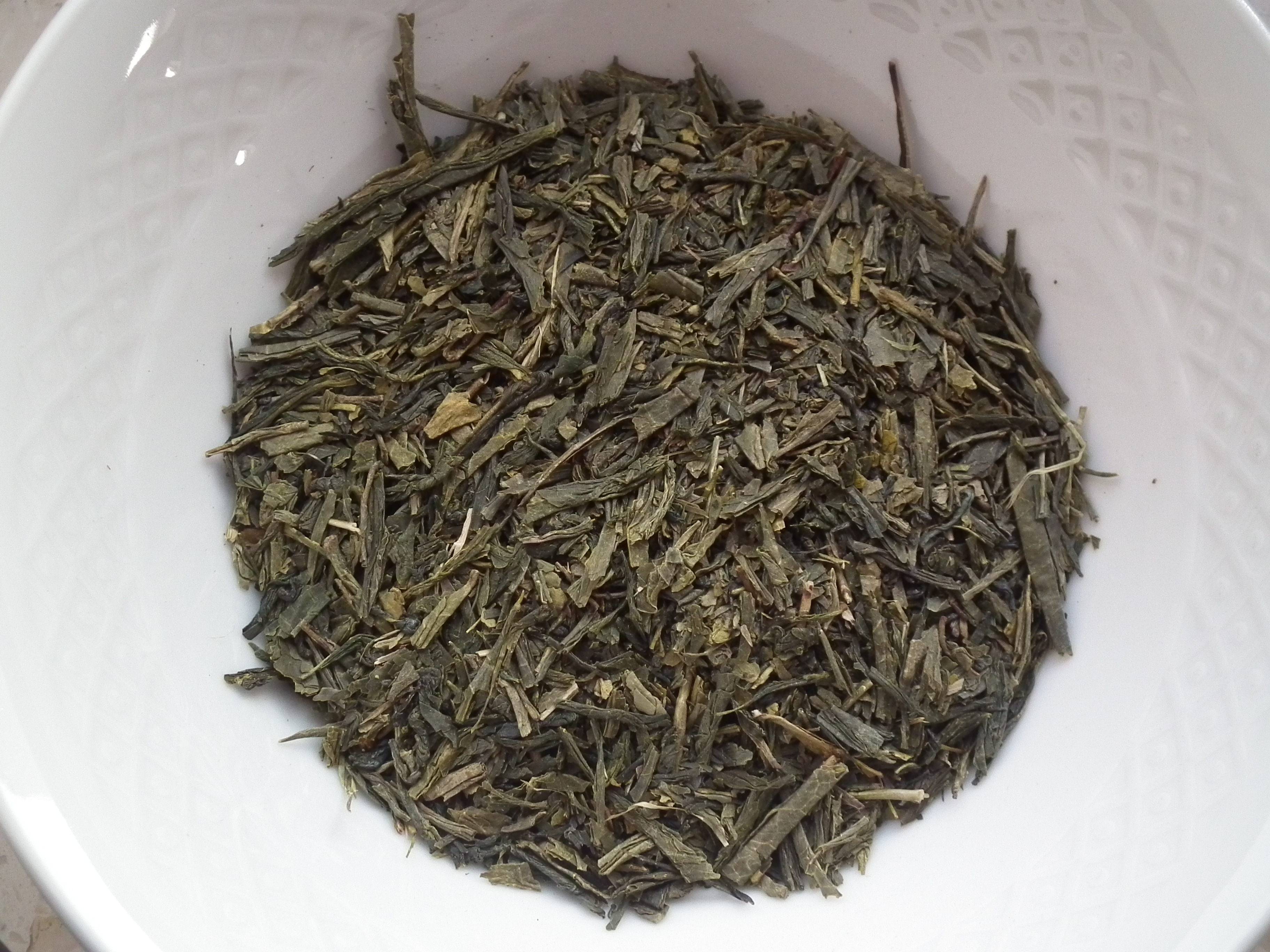
緑茶（煎茶）
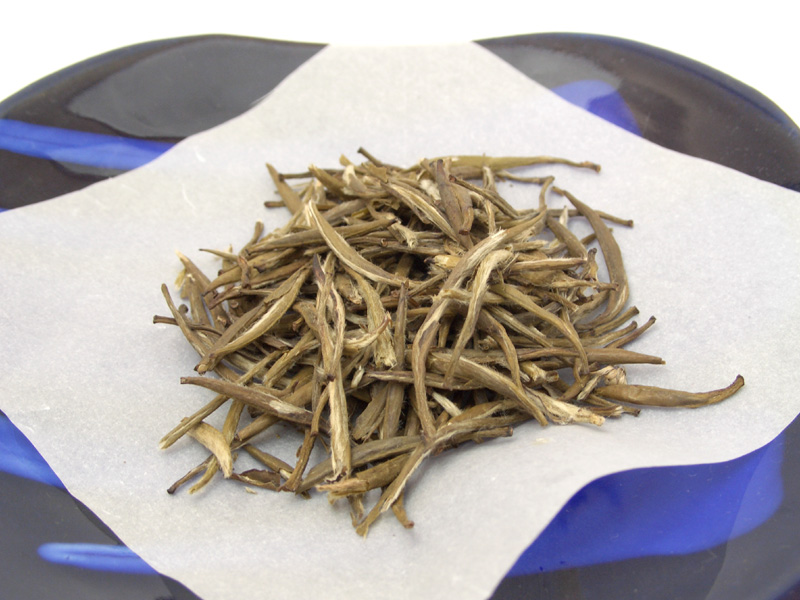
黄茶
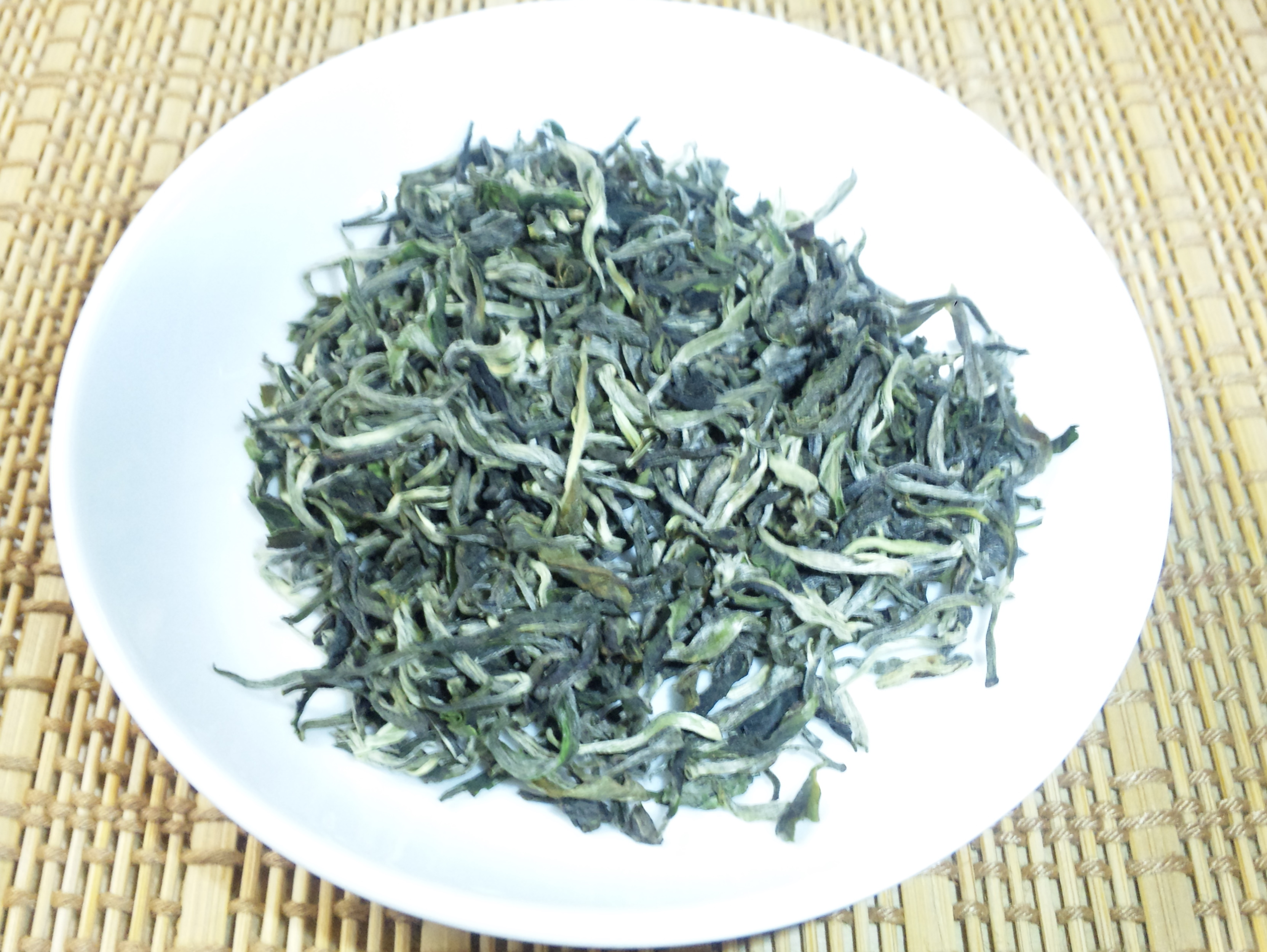
黒茶（プーアル茶）
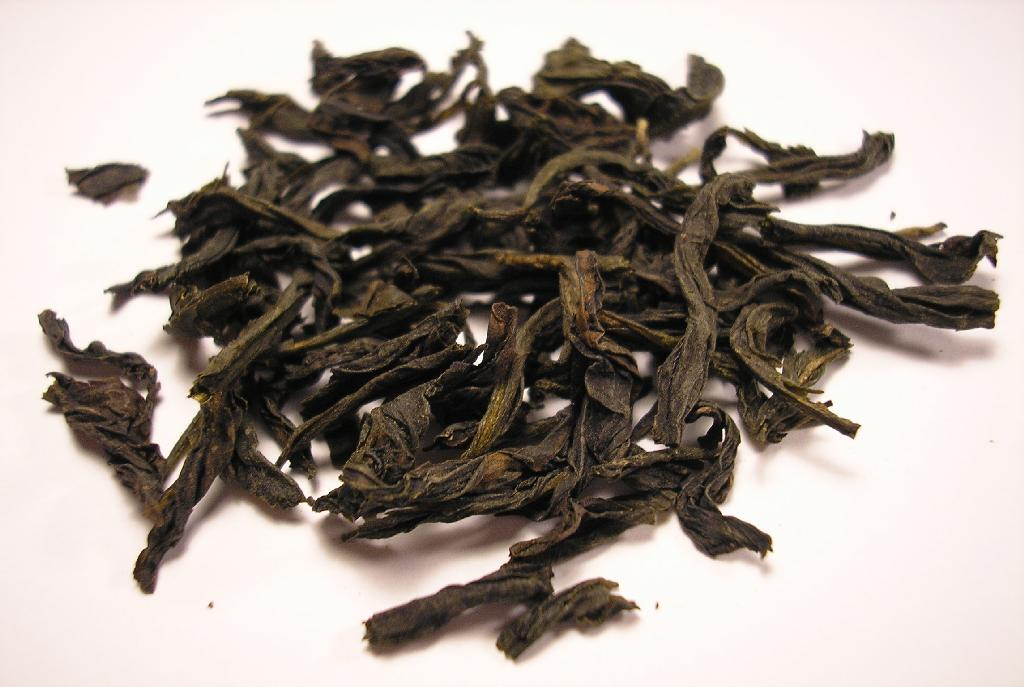
烏龍茶
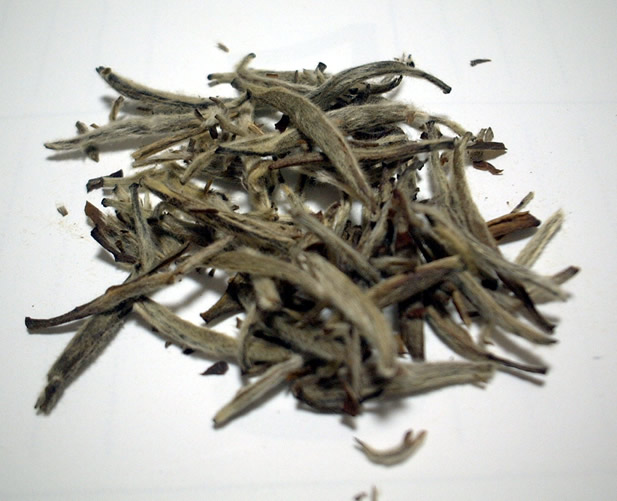
白茶
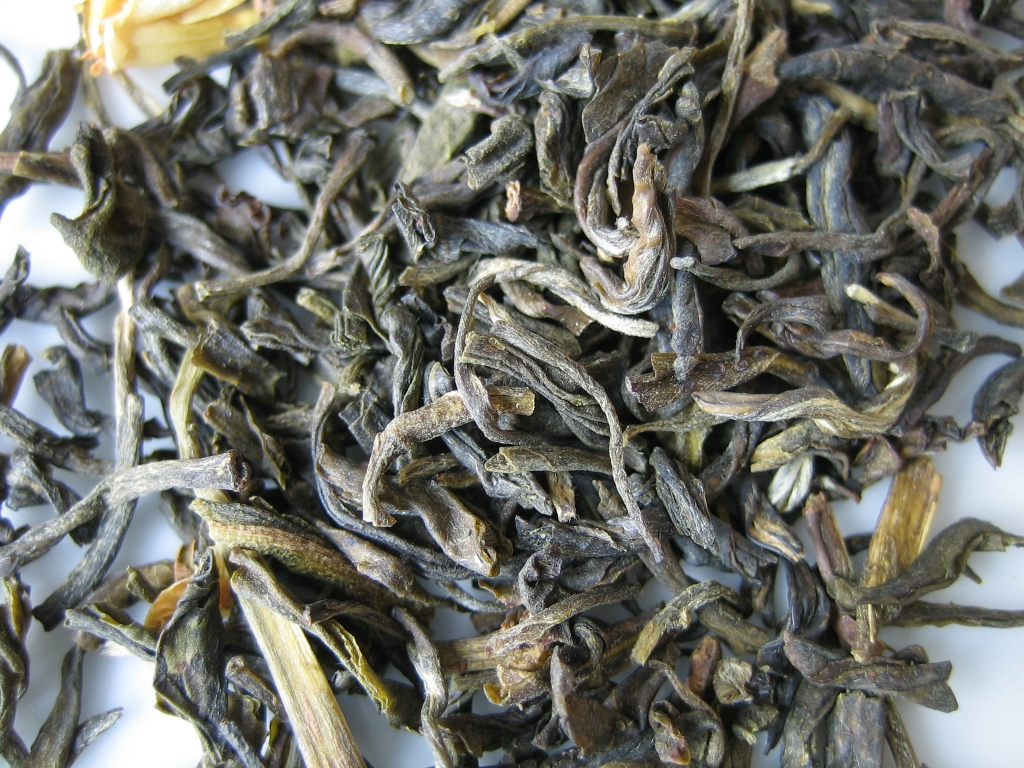
紅茶

六大茶分類の水色
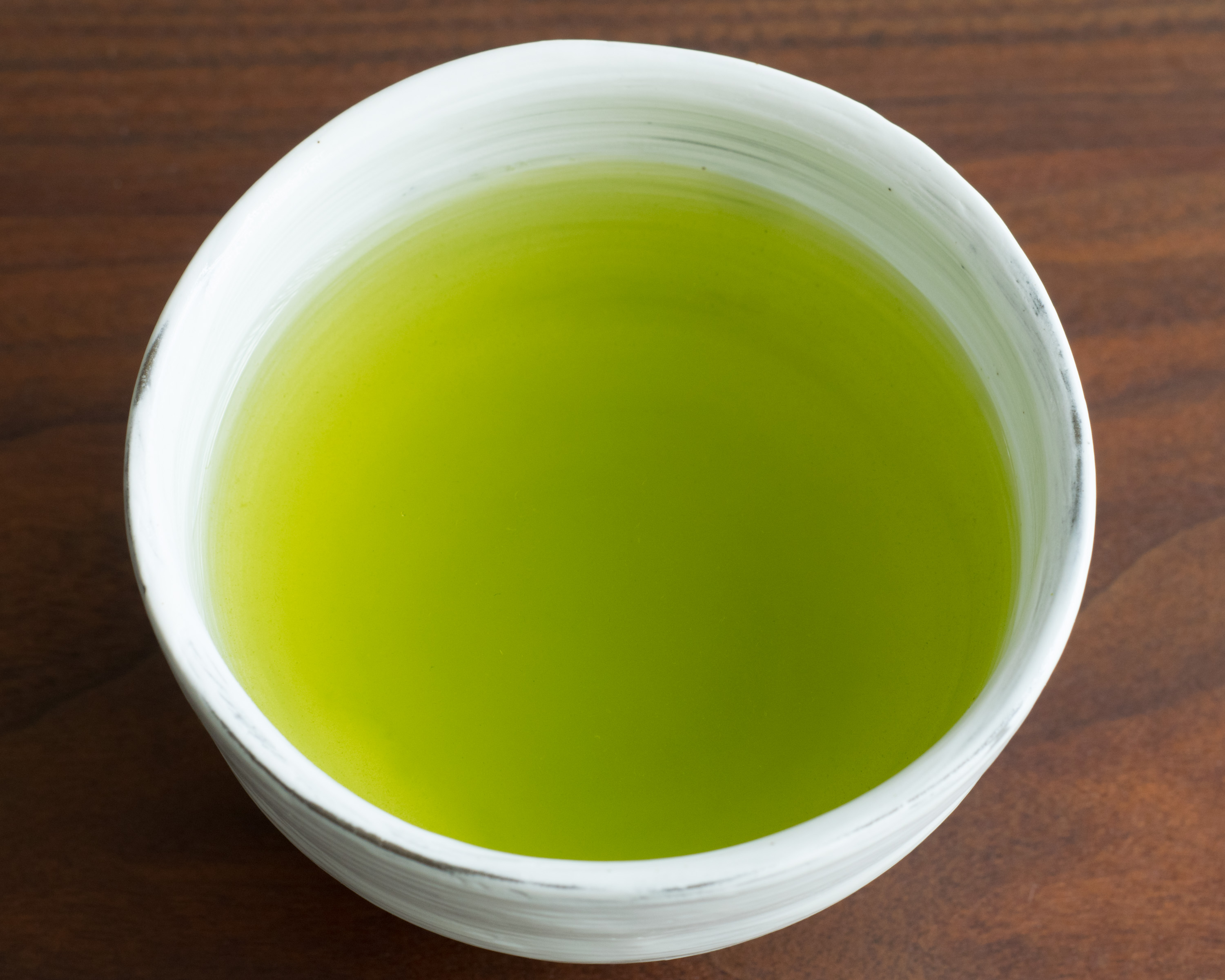
緑茶（鹿児島煎茶）
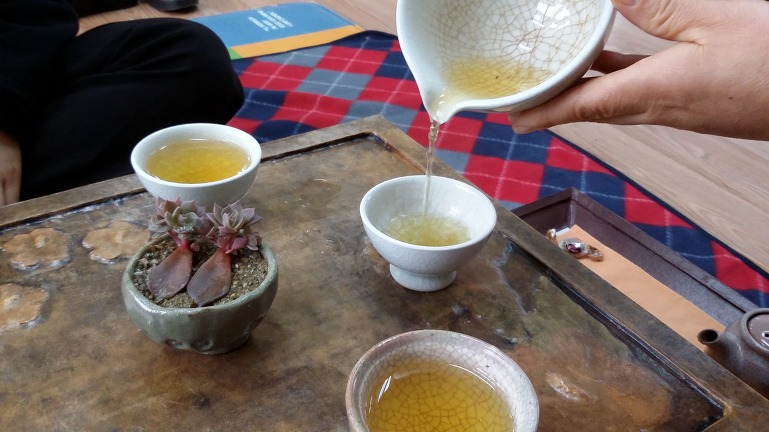
黄茶
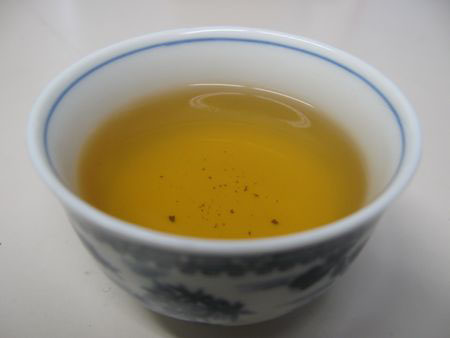
黒茶（プーアル茶）
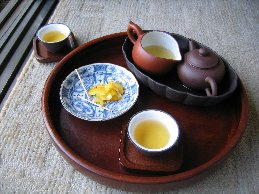
烏龍茶（黄金桂）
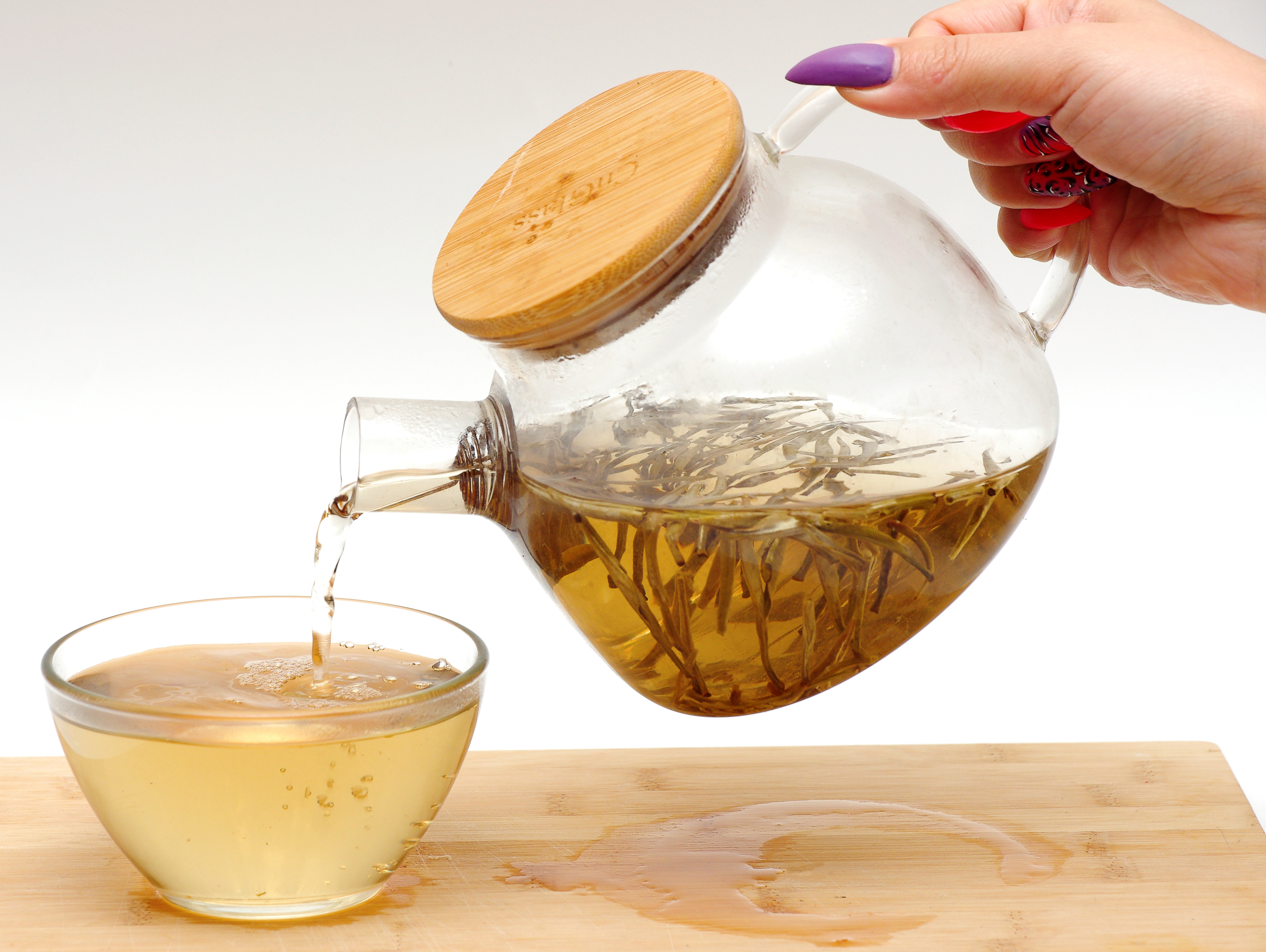
白茶（白毫銀針）
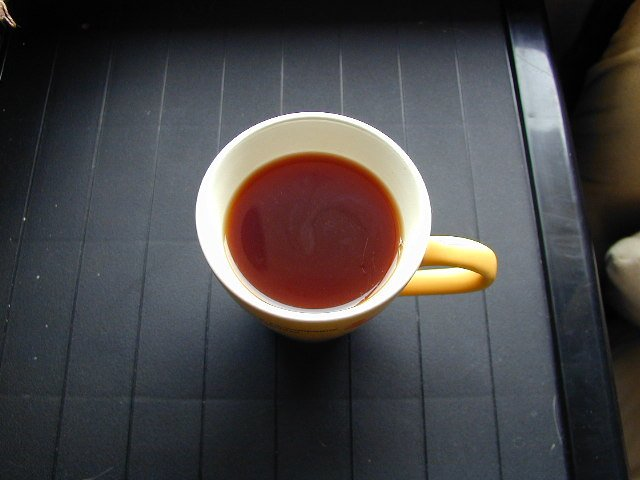
紅茶

### 製法
6大茶分類は典型的には以下のように製造する：
| 緑茶 | 黄茶 | 黒茶   | 黒茶 | 烏龍茶 | 紅茶 | 白茶 |
| 緑茶 | 黄茶 | 緊圧茶 | 散茶 | 烏龍茶 | 紅茶 | 白茶 |
| ---- | ---- | ------ | ---- | ------ | ---- | ---- |
| 摘採 |      |        |      |        |      |      |
| ↓    | ↓    | ↓      | ↓    | 萎凋   | 萎凋 | 萎凋 |
| ↓    | ↓    | ↓      | ↓    | 做青   | ↓    | ↓    |
| 殺青 | 殺青 | 殺青   | 殺青 | 殺青   | ↓    | ↓    |
| 揉捻 | 揉捻 | 揉捻   | 揉捻 | 揉捻   | 揉切 | ↓    |
| ↓    | 悶黄 | 渥堆   | 渥堆 | ↓      | 曝気 | ↓    |
| ↓    | ↓    | 蒸圧   | ↓    | ↓      | ↓    | ↓    |
| 乾燥 |      |        |      |        |      |      |

上記に上げたのはあくまで典型的工程であり、例えば緑茶の一種である抹茶は揉捻を行わないなど例外もある（なお、ISO 20715:2023の緑茶の定義では「通常は揉捻」とあるので揉捻は必須ではない）。

各工程の詳細は以下の通りである：
| 工程                               | ISO 20715:2023における名称                   | 概要                                                       | 目的 |
| ---------------------------------- | -------------------------------------------- | ---------------------------------------------------------- | --- |
| 摘採                               | plucking                                     | 葉を摘む事                                                 | － |
| 萎凋                               | withering                                    | 茶葉を放置して水分を軽く飛ばし、萎れさせる。               | 「酸化酵素の活性により、カテキンが酸化され赤色系に変色を始め」、「加水分解酵素の活性により、芳香物質が生成される」。                                      |
| 做青（揺青）                       | tumbling                                     | 茶葉の攪拌と静置を繰り返す。                               | 攪拌：茶葉表面の傷や水分蒸発などで活性化した酵素によるカテキンの赤色化、芳香物質の生成などが進む。 静置：「水分を蒸発させながら茶葉全体の水分量を平均化」 |
| 殺青                               | enzyme inactivation (fixingとも)             | 茶葉の加熱                                                 | 酵素類の失活 |
| 揉捻                               | rolling                                      | 茶葉を揉む。                                               | 茶葉の形を整え、茶葉の細胞を壊し成分を抽出しやすくなり、水分を均一化。                                                                                    |
| 揉切                               | rolling                                      | 茶葉に強い圧力をかけながら揉む。                           | 茶汁が沁み出して茶葉の表面に付着し、酸化酵素によるカテキンの赤色化が進む                                                                                  |
| 悶黄                               | yellowing                                    | 少量づつ紙に包み、焙煎・密閉放置を繰り返す。               | 黄茶の特有の色、香り、味わいを出す。 |
| 渥堆（後発酵とも）                 | pilling fermentation (post-fermentationとも) | 大量に堆積して「一定の水分と温度を保ちながら一定時間放置」 | 混入した微生物による発酵により、化学変化。酸化酵素や微生物の働きによらず高温多湿の環境でポリフェノールやクロロフィル（葉緑素）が酸化し、葉は黄色くなる。  |
| 曝気（酸化、発酵、転紅、転色とも） | aeration (oxidation, fermentationとも)       | 「茶葉を室温25度から30度、湿度を90％前後」で静置           | 酵素により茶葉を酸化。 |
| 蒸圧                               | －                                           | 蒸気を当てた後、圧縮                                       | 固形にする。 |
| 乾燥                               | drying                                       | 茶類にもよるが水分量を5～7％程度まで乾燥。                 | － |

### ISO 20715:2023における定義
ISO 20715:2023は6大茶分類を製法の観点から以下のように特徴づけている：
|        | 用いる部位                                             | 用いる部位                                   | 製造工程 | 製造工程                                                                    |
|        | 原文                                                   | 試訳                                         | 原文 | 試訳                                                                        |
| ------ | ------------------------------------------------------ | -------------------------------------------- | --- | --------------------------------------------------------------------------- |
| 緑茶   | the tender leaves, buds and shoots                     | 柔らかい葉、芽、もしくは苗条                 | enzyme inactivation and commonly rolling, shaping or comminution, followed by drying                             | 酵素の不活性化そして通常は揉捻、成形もしくは粉砕、その後乾燥                |
| 黄茶   | the bud or bud and the tender shoots                   | 芽もしくは芽と柔らかい苗条                   | enzyme inactivation, rolling/shaping, yellowing and drying                                                       | 酵素の不活性化、揉捻/成形、悶黄、および乾燥                                 |
| 黒茶   | the tender shoots or mature new shoots                 | 柔らかい苗条もしくは成熟した新しい苗条       | enzyme inactivation, rolling, piling fermentation and drying                                                     | 酵素の不活性化、揉捻、渥堆、および乾燥                                      |
| 烏龍茶 | the moderately matured new shoots                      | 中程度に成熟した新しい苗条                   | withering, tumbling and aeration (partial aeration/oxidization), enzyme inactivation, rolling/shaping and drying | 萎凋、做青と曝気（部分的な曝気／酸化）、酵素の不活性化、揉捻/成形および乾燥 |
| 紅茶   | the tender shoots                                      | 柔らかい苗条                                 | withering, rolling or leaf maceration, aeration and drying                                                       | 萎凋、揉捻すなわち葉の浸解、曝気、および乾燥                                |
| 白茶   | the bud or bud and tender shoots (one to three leaves) | 芽もしくは芽と柔らかい苗条（1つから3つの葉） | harvesting and a single withering/drying stage                                                                   | 収穫し一度の萎凋/乾燥をする段階                                             |

### 緑茶
緑茶は一般的に「お茶（特に緑茶の煎茶）」とも言われ、うま味の元であるアミノ酸が多いのが特徴で、俗に「味を楽しむお茶」と言われ、紅茶や烏龍茶のような「香りを楽しむ茶」と対比される。

#### 特徴
水色
緑色。殺青により酵素を失活させる事により、葉緑素（クロロフィル）の酸化が抑えるので、紅茶と違って茶葉の色が変わらない事による。（ただしほうじ茶は茶葉を焙じているので水色は茶色）。
味
（日本の）緑茶は紅茶よりもうま味を重視した茶であり、紅茶よりもうま味の元であるアミノ酸が多く、煎茶では上級煎茶ほどアミノ酸含有量が多い。また抹茶や玉露のような高級な茶種では栽培中に日光をさえぎる事によってもアミノ酸の分解を妨げているので、いずれも煎茶の２倍程度アミノ酸が多い。
香り
「緑の香り」、「苔のような香り」等と言われ、化学的には青葉アルデヒドや青葉アルコールなどの草の匂いの元となる物質の匂い。揮発性のため、加熱により香りが飛んでしまう。

#### 茶種
緑茶には殺青を釜炒りで行うものと、蒸す事で行うもの（蒸青）があり、前者は中国、後者は日本に多い。釜炒りの中国茶は炒青緑茶（揉捻をしながら炒って乾燥）、烘青緑茶（軽く「揉捻」した茶葉を焙る状態で乾燥）、晒青緑茶（日光を利用して乾燥）に細分される。
|      | 名称                 | 名称(英語)          | 説明                                                                         |
| ---- | -------------------- | ------------------- | ---------------------------------------------------------------------------- |
| 炒る | 炒青（サーチン）緑茶 | pan-fried green tea | 揉捻をしながら炒って乾燥                                                     |
| 炒る | 烘青（ホンチン）緑茶 | roasted green tea   | 軽く「揉捻」した茶葉を焙る状態で乾燥して一旦荒茶を作り、最終工程で炒青する。 |
| 炒る | 晒青緑茶             | sun-dried green tea | 日光で乾燥                                                                   |
| 蒸す | 蒸青緑茶             | steamed green tea   | 蒸して殺青                                                                   |

なお、この他に炙る方法と煮る方法があるが、いずれも主に自家消費用である。

公益社団法人日本茶業中央会は（日本の）緑茶の茶種を以下の17種類に分類している：煎茶、深蒸し煎茶、玉露、かぶせ茶、蒸し製玉緑茶（グリ茶）、釜炒り製玉緑茶（釜炒り茶）、番茶または川柳、抹茶、粉茶、芽茶、茎茶または棒茶、粉末茶、ほうじ茶、玄米茶、混合茶、固形茶、インスタントティー。消費者庁の食品表示企画課による食品表示基準Ｑ＆Ａにおいても、同一の分類が採用されている。

### 紅茶

#### 特徴
水色
赤色。化学的には生の茶葉を揉捻する事でカテキンを酵素のポリフェノールオキシダーゼで酸化してできたテアフラビン（明るいオレンジ）、テアルビジン（濃い赤色）、およびカテキンの酸化重合物（赤褐色）の色。最後のものが少ない方が水色がよく、上級紅茶となる。
味
渋みがある。「緑茶のようなうま味はなく、カテキン由来の爽やかなパンチがあるもの、ワインのように重厚な味わいがあるもの」が良いとされる。ポリフェノールが緑茶の1.5～2倍程度あり紅茶の味の特徴を形成。
香り
花の香りや果実を感じさせる香り。化学的には代表的な香りとしてリナロール（スズラン系の軽い香り）、ゲラニオール（バラや柑橘系の重い芳香）、ネロリドール（柑橘系の爽やかさとフローラル系の甘さを併せ持つ香り）を含むが、すでに判明しているだけでも３００種の香気成分が関わっている。

### 烏龍茶

#### 特徴
水色
発酵度合いによって淡い黄色から褐色。化学的にはエピガロカテキンガレート２つが結合したビスフラバノールA、エピガロカテキンガレートとエピガロカテキンが結合したビスフラバノールBなどが烏龍茶特有の色を出す。
味
味を決める化学物質は不明な点が多いものの、日本の緑茶と違い殺青が釜炒りな事が原因となり、茶の味を決めるアミノ酸、カテキン、カフェインがいずれも少なく、味よりも香りが嗜好性を決めるものと思われる。
香り
花の香りが強いものが質の高い烏龍茶とみなされる。化学的には日干しの萎凋により酵素が働きリナロール（スズラン系の軽い香り）、ゲラニオール（バラや柑橘系の重い芳香）などが生成される。香りは発酵度合いや製造中の温度・湿度により変わり、ベンズアルデヒド、ネロリドール（柑橘系の爽やかさとフローラル系の甘さを併せ持つ香り）、インドールなど「沸点が高く重い香り」の成分が含まれる。

### 白茶
茶葉が「白い産毛に包まれていることから白茶」と呼ばれる。
水色
「ベージュっぽい褐色」
味
甘みのある味
香り
フルーツのような甘い香り。10～20年熟成するとブランデーのような香り

主に中国、そのほとんどが福建省で収穫されている。

## 喫茶

### 茶殻
抽出した後に残った茶葉などを茶殻という。ごみとして捨てられることが多いが、有効利用されることもある。用途には家庭用の消臭剤としてのほか、飼料、各種資材などが挙げられる。

## 名称

### 漢字
漢字の「茶」は中唐以後に成立した字で、それまでは「荼」または「𣘻」（木偏に荼の字）を使用していた。「荼（ト）」は本来は苦い味のする植物であるニガナを指す字である。また、仏典では ḍa の音写に「荼」字をあてた（軍荼利、曼荼羅、鳩槃荼など）。茶が原産地の雲南方面から四川・江南へと長江流域に広まるにつれ、ダのような発音の語に荼字を当てて使うようになったと推定されている。唐の陸羽が『茶経』を著して、「荼」を1画減らして区別することが広まったと言われる。『茶経』には「茶」「檟（カ）」「蔎（セツ）」「茗（メイ）」「荈（セン）」の5種の名が揚げられているが、他に当て字もあって、それらも合わせると10種以上の字が使われていた。「茗」に関しては、現代中国語でも茶を総称する「茗茶」という言い方が残っている。

### 各国語における茶を意味する語
世界で茶を意味する語の起源は、「チャ」系統のものと「テー」系統のものがある。
中国語の北京語や広東語では、茶は「チャ（cha）」と呼ばれている。モンゴル語、ウイグル語、ヒンディー語、トルコ語、ペルシャ語、ロシア語などでは「チャイ」系統の音で呼ばれ、これらは中国から伝播したものと考えられるが、「イ」がどのようにして加わったのかは不明。ペルシア語辞典やヒンディ語辞典にはチャー（chā）とチャーイ（chāi）の両項目が挙げられている。「チャ」に由来する呼び名を持つ言語としては以下のような例がある。
- 中国語: 茶（chā）、チベット語: ཇ（cha）、日本語: 茶、朝鮮語: 차 [茶]（cha）、ベトナム語: trà、タイ語: ชา（chaa）、タガログ語: tsa
- モンゴル語: цай（tsai）、ヒンディー語: चाय（cāe）、ペルシア語: چای（chāy）、トルコ語: çay、アラビア語: شاي（shāy）、スワヒリ語: chai
- ギリシア語: τσάι（tsai）、ルーマニア語: ceai、ブルガリア語: чай（chai）、セルビア語: чај（čaj）、チェコ語: čaj、ロシア語: чай（chai）

これに対して西欧の多くの国では「テー」系統の発音が用いられている。これは、福建省で用いられている廈門語のテー（tê）に由来するとみられる。17世紀に茶を中国からヨーロッパに持ち込んだオランダ人経由でヨーロッパに広まった。陳舜臣は、清代中期から貿易を認められていた広州の特許貿易商である広東十三行は、福建省廈門（アモイ）出身者が多く、彼らが自らの母語でテーと呼んだことによるとするが、通常は福建語からマレー語にはいり、オランダ語はマレー語から借用したと考えられている。この系統の言語としては次のようなものがある。
- オランダ語: thee、英語: tea、ドイツ語: Tee、ハンガリー語: tea、ヘブライ語: תה [te]、フランス語: thé、スペイン語: té、イタリア語: tè、スカンジナビアでは te、フィンランド語: tee、アルメニア語: թեյ（t'ey）
- インドネシア語とマレー語ではteh（インドネシアがオランダの貿易拠点であった経緯から）
- セイロン茶の産地スリランカの言語であるシンハラ語 තේ [tē]、タミル語 தேநீர் [tēnīr]（イギリス人が茶の栽培を持ち込んだ経緯から）

他方、ポルトガルは広東省のマカオから直接茶を輸入していたことから、広東省での呼び名に従い、西欧では例外的にcháと呼んでいる（現在のポルトガル語では「シャ」と発音されるが、かつての発音は「チャ」であった）。
日本語の茶の字音は呉音「ダ」、漢音「タ」、唐音「サ」である。「チャ」という音は院政時代の『色葉字類抄』に見られ、漢音と唐音の間の時期に流入したと考えられる。なお、「チ・ツ」は古くは破擦音ではなく、「チャ」と書いて「テャ」のように発音していた。朝鮮語の「茶」に対する漢字音も「タ」（다 / da）と「チャ」（차 / cha）があるが、植物・飲料の茶だけを指す場合、「チャ」を用いる。ベトナム語でも trà と chè の2形がある。
「チャ」系統と「テー」系統以外で呼ばれる言語もごくわずかあり、ほとんどは中国雲南省からミャンマーにかける地域に住んでいる東南アジア諸民族の言語である。例えば、ビルマ語ではလက်ဖက်（lakphak、ラペ）と、パラウン語では「miang」（ミアン）と呼ばれる。ただし、これらの民族の習俗上において茶葉はもともと飲用ではなく、ラペソーなどの漬物の原料である。なお、「ミアン」は中国語における茶の別名「茗（ming）」の語源であるという説もある。

## 喫茶の歴史

### 中国

#### 南北朝時代まで
茶の原産地については、四川・雲南説（長江及びメコン川上流）、中国東部から東南部にかけてとの説、いずれも原産地であるという二元説がある。
中国で喫茶の風習が始まったのは古く、その時期は不明である。原産地に近い四川地方で最も早く普及し、長江沿いに、茶樹栽培に適した江南地方に広がったと考えられる。
しかし、「茶」という字が成立し全国的に通用するようになったのは唐代になってからであり、それまでは「荼（と）」「茗（めい）」「荈（せん）」「檟（か）」といった文字が当てられていた。
書籍に現れるものとしては、紀元前2世紀（前漢）の『爾雅』に見られる「檟」、または、司馬相如の『凡将篇』に見られる「荈詫（セツタ）」が最初とされる。漢代の『神農本草経』果菜部上品には次のような記述がある。
苦菜。一名荼草。一名選。味苦寒。生川谷。治五蔵邪気。厭穀。胃痹。久服安心益気。聡察少臥。軽身耐老。
陶弘景は注釈書『本草経集注』の中でこれを茶のことと解した。これに対して顔師古は茶に疾病を治癒する薬効は認められないとしてこれを批判し、さらに唐代に編纂された『新修本草』も茶は木類であって菜類ではないと陶弘景の説を否定して苦菜を菊の仲間とした。このため、以後、苦菜をキク科やナス科の植物と考えて茶とは別物とする説が通説である。ただし、その一方で宋代の『紹興本草』などでは、苦菜（と考えられたキク科やナス科の植物）に『神農本草経』の記す薬効がないと指摘されているため、陶弘景の説を肯定する見解もある。
「荼」という字が苦菜ではなく現在の茶を指すと確認できる最初の例は、前漢の王褒が記した「僮約」という文章である。ここでは、使用人（僮）がしなければならない仕事を列挙した中に「荼を烹（に）る」「武陽で荼を買う」という項があるが、王褒の住む益州（現在の四川省広漢市）から100キロメートルほど離れた武陽（現在の彭山県、眉山茶の産地）まで買いに行く必要があるのは苦菜ではなく茶であると考えられる。この「僮約」には神爵3年（前59年）という日付が付されており、紀元前1世紀には既に喫茶の風習があったことが分かる。
後漢期には茶のことを記した明確な文献はないが、晋代の詩人張載が「芳荼は六清に冠たり／溢味は九区に播（つた）わる／人生苟（も）し安楽せんには／茲（こ）の土（くに）聊（いささ）か娯（たの）しむ可し」という、茶の讃歌といえる詩を残している。南北朝時代には南朝で茶が飲まれていた。顧炎武（清初）によれば、南朝の梁代（502 - 557年）に既に「荼」から独立した「茶」の文字が現れたというが、字形成立の年代特定は難しく、仮に「茶」の字が生まれたとしても余り頻用されなかったと考えられている。

#### 唐代
茶の文化を初めて体系化したのは、唐の陸羽（? - 804年）であった。南北朝が統一され、政局が安定し、民生が充実するとともに、茶が北方に広がり、「茶」の字も全国的に普及した。陸羽は755年に始まった安史の乱を避け呉興（現在の浙江省湖州市）に移り住み、名茶を求めて諸方に旅をするかたわら、茶を通じて文人らと交わった。この頃『茶経』を著して、「茶は南方の嘉木なり」と述べた。『茶経』には茶の飲み方として、觕茶（そちゃ）、散茶、末茶、餅茶（へいちゃ）があるとされている。觕茶はくず茶、散茶は葉茶をいうとされ、餅茶は乾燥した茶葉を圧搾して固形にしたものである。末茶（抹茶）は餅茶を搗いて粉にしたものであり、7世紀にはこの末茶が主流であったと考えられている。
陸羽は『茶経』の中で、野生の茶が上であり畑の茶はこれに次ぐ、陽崖（日当たりの良い山の斜面）で陰林（適当に陰を作る林）にあるもの、緑よりも紫のもの、笋のもの（タケノコの形をしたもの）、葉の巻いたものが最も上質であるとしている。湖州顧渚山の最高級の茶は「紫笋茶（しじゅんちゃ）」と呼ばれた。
大暦5年（770年）に、茶を朝廷に献上する貢茶が始まったとされ、地方官の関心はより高級な茶の調達に向かった。太湖沿岸の常州（現在の江蘇省宜興市）と湖州で産した陽羡茶は長安の都に毎年送られた。
一方で、茶の庶民化も進んだ。建中3年（782年）に初めて茶への課税が行われた。その後、税は廃止されたり復活したりを繰り返した。

#### 宋元代
宋代（北宋、960年 - 1127年）になると、搗いて粉にするのではなく、茶葉を研（す）って粉にするようになり、これを研膏茶と呼ぶ。宮廷（皇帝）への献上品として、最高級の研膏茶を固形の団茶にした「竜鳳茶」が作られたが、その後蔡襄によって更に上等の「小竜団」が作られ、進貢された。献上茶には、竜脳、珍果、香草などを混ぜて香り付けしたものもあった。元豊年間（1078 - 1085年）の「密雲竜（のち瑞雲翔竜）」、大観年間（1107 - 1110年）の「御苑玉芽」「万寿竜芽」「無比寿芽」、宣和2年（1120年）の「新竜園勝雪」と次々に高級団茶が開発され、金では買えない宝として扱われた。

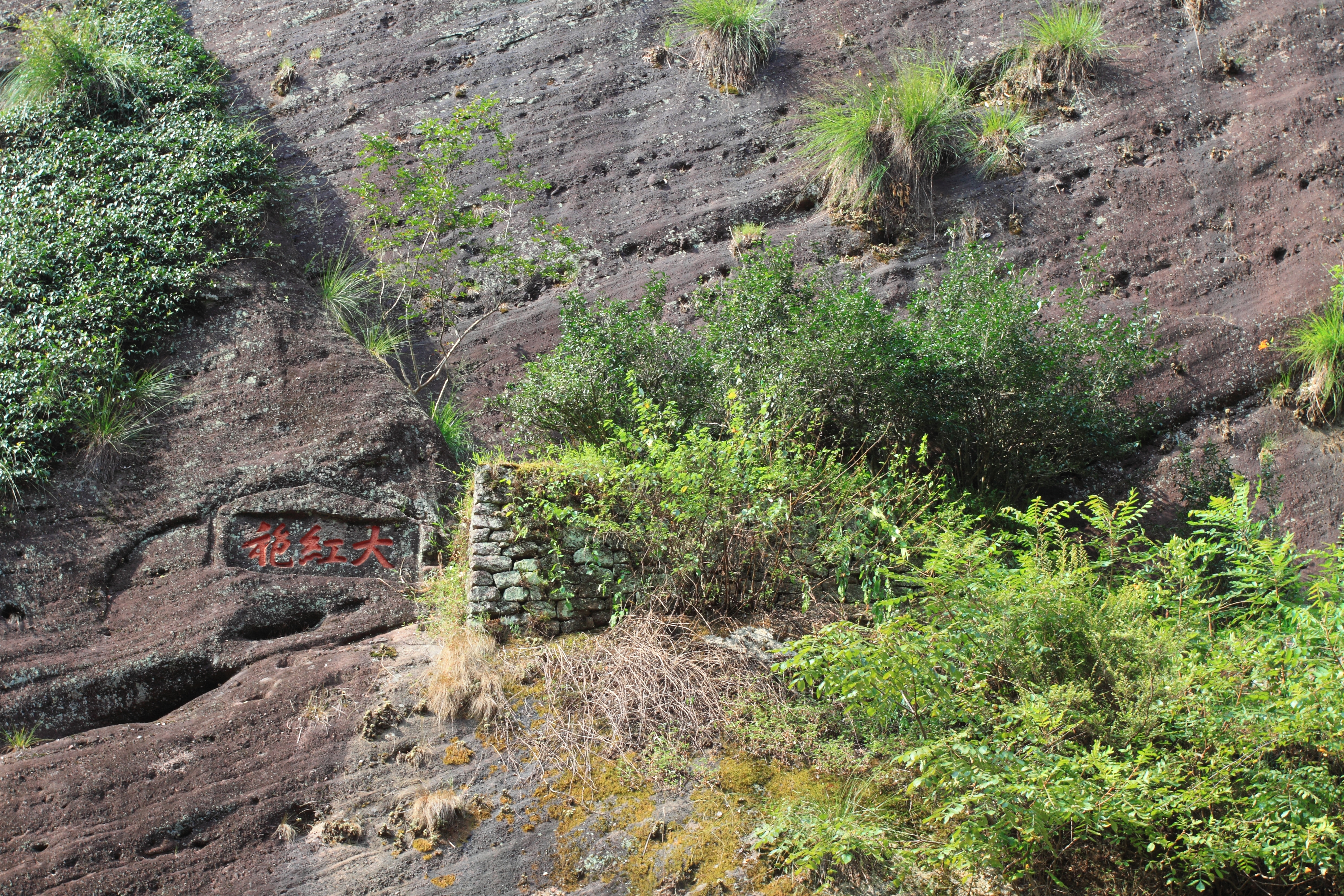
武夷山の岩肌に生える茶樹（武夷岩茶）。特に「大紅袍」は最も珍重されている。

産地としては、中唐の頃には知られていなかった福建が献上茶の筆頭となり、皇室御用の茶を栽培する北苑が福建に設けられ、「竜鳳茶」などを製造した。蔡襄の著した『茶録』にも、北苑系の建安の茶が第一とされている。南宋から元にかけて、北苑が衰えると、福建北部の武夷山がこれに取って代わった。武夷山は岩ばかりの山であり、わずかな土壌に生える茶が武夷岩茶として珍重された。
乾徳3年（965年）、宋は茶の専売制を敷いた。ただし、当初は茶の生産から運搬、流通まで官が行うこととされたが、困難であったため、後に、商人に茶を払い下げる際に徴税することとなった。熙寧3年（1070年）にいったん自由売買が認められたが、財政難から元豊7年（1084年）に専売制が復活した。
専売制は交易上も大きな意味を持った。中国本土に少し遅れて、青海付近のチベット人が茶を飲むようになった。茶を産しないチベットでは宋から茶を入手する必要があり、宋にとっては茶が絹に代わるチベットへの輸出品となった。宋初に、チベット系政権西夏との国境付近の原州、渭州、徳順（現在の甘粛省鎮原、平涼、静寧）3郡に茶と馬との交易場が設けられた。元豊6年（1083年）、茶場司と買馬司を統合した茶馬司という役所ができ、交易を管理することになった。その後、茶の産地から遠く離れた塞外民族も、茶を不可欠とするようになった。肉食の塞外民族はビタミンCの補給のために茶を必要としたとの説がある。南宋（1127 - 1279年）の時代には、茶はチベットに対してだけではなく北の金やモンゴルに対しても主要な輸出品となった。

#### 明代
明代（1368 - 1644年）になると、太祖洪武帝が洪武24年（1391年）に団茶の進貢をやめさせ、葉茶のままにするよう命じたことを機に、団茶（抹茶）は廃れた。『明史』食貨志に「旧（も）と皆な採りて之を碾（ひ）き、銀板を以て圧（おさ）え、大小の竜団を為（つく）る。太祖、其の民を労するを以て、造るを罷（や）め、惟（た）だ茶芽を採りて以て進めしむ。」とある。明は尚武の精神が強い重農主義的な王朝であり、洪武帝も社会の最下層から身を起こした人物であったため、余りに洗練された贅沢な団茶を嫌ったのではないかと指摘されている。また、それまでの葉茶（散茶）が、蒸して乾燥させた茶葉に湯を注いで飲む方法であり青臭さがあったのに対し、明代には、葉を釜炒りする方法が主流となり、飲みやすくなったことも、中国の茶が葉茶のみになった理由であると考えられている。
産地については、許次紓が17世紀初頭に書いたと思われる『茶疏』に、松蘿（、安徽省屯渓区西北）、虎丘（江蘇省蘇州市）、龍井（、浙江省杭州市付近）の茶を「香気濃郁」として挙げている。

#### 清代
清代（1644 – 1912年）の宮廷（紫禁城）では、夏期に龍井茶（緑茶）を飲み、冬期に普洱茶を飲んだ。江南を愛した乾隆帝（在1735-95年）も、江南への3回目の行幸で龍井を訪れ、「龍井の新茶 龍井の泉／一家の風味 烹煎（ほうせん）を称す」と始まる詩を作っている。普洱茶は雲南省西双版納で生産され、緊圧茶の形で進貢された。紫禁城では、頤和園の玉泉山の水で普洱茶を煮、乳酪に加工した牛乳を加えて飲んだ。
後述するように、ヨーロッパで茶が飲まれ始めたのは日本の平戸島から茶葉を輸入して以降だが、非常に高価であった。そのため安い茶を求めて後期の明や清などからも輸出が始まると、多様な中国茶が知られるようになった。清代後期、18世紀から19世紀にかけて、イギリス商人が中国で盛んに茶を買い付けた。当初は、中国の緑茶をそのまま仕入れ、ヨーロッパでも緑茶を飲んでいたが、18世紀初頭から中国茶の中でも抽出が簡単でヨーロッパに多い硬水に合う紅茶が増え始め、18世紀半ばに紅茶の方が優勢となった。イギリス商人は、福建産の茶の中でも粗悪なものをボヒア（「武夷」の転訛）と呼んだのに対し、丁寧に製茶したものを工夫茶（コンゴウ）と呼んだ。福建の工夫茶の成功を見て、19世紀後半、緑茶の産地であった安徽省祁門県も、紅茶生産に転換し、祁門紅茶（キームン）が生まれた。
半発酵茶である烏龍茶は、福建北部の武夷山で始まったが、18 - 19世紀にイギリスの買い付けに有利な福建南部の安渓で盛んに作られるようになった。安渓で産する烏龍茶の代表が鉄観音である。さらに、烏龍茶は安渓から台湾に伝えられた。
清朝は乾隆22年(1757年)輸出港を広州に限定し、茶の売上げと輸出税で収益を上げた。一方、茶や陶磁器、絹の輸入によって清に対する大幅な輸入超過に陥ったイギリスは、反対商品としてインド産のアヘンを清に密輸する三角貿易を組み立てたが、このことがアヘン戦争（1840 – 1842年）を招いた。以後、イギリスは南京条約によって割譲させた香港を拠点に対清通商を進めた。
イギリスは、清からの輸入を減らすため、インドでの茶生産も図った。アヘン戦争後に中国内地へのアクセスが可能になると、1848年、イギリスのロバート・フォーチュンが東インド会社からの委嘱を受け、インドへの移植にふさわしい茶樹の苗・種子を採集するため中国に入った。彼は、中国の産茶区を巡り、安徽省の松蘿山一帯が最高の緑茶の産地であると報告している。実際、19世紀後半から、インド、スリランカで本格的な茶樹栽培が始まると、中国茶は市場を失うようになった。

### 日本

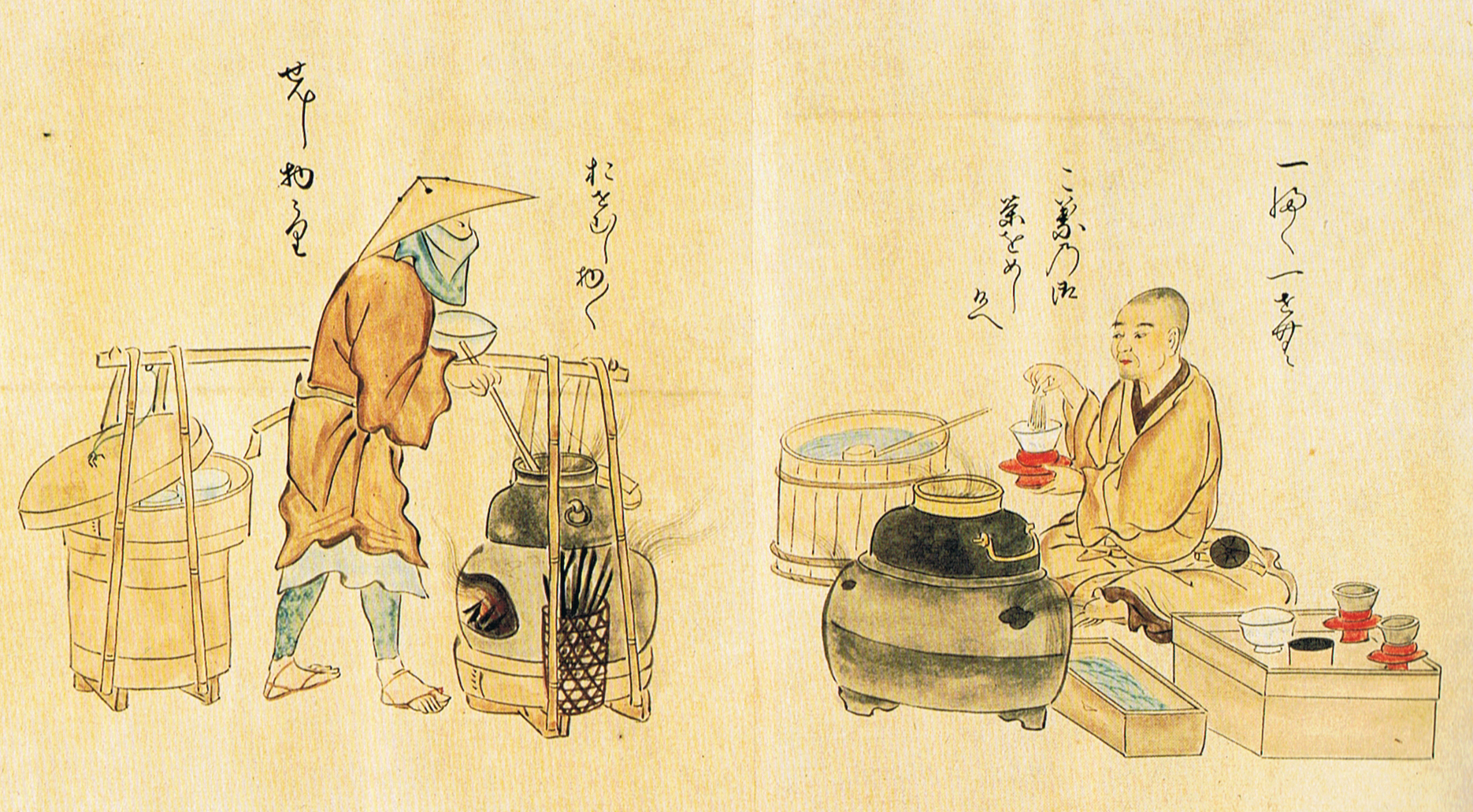
東京国立博物館本『七十一番職人歌合』二十四番。左は茶釜や水桶を天秤棒で持ち歩き茶を売る茶売人で、この図では「煎じ物売」。右は僧形が抹茶（粉茶）を勧めている「一服一銭」。茶屋の原型であり室町時代に誕生していたもの。狩野養信・雅信父子による模写（養信歿年にあたる弘化3年［1846年］の作）。

茶がいつ中国から日本に伝わったのかははっきりしていないものの、公事根源の記録によると奈良時代である天平元年(729年)聖武天皇の時代に「宮中に僧を召して茶を賜った」と記されている。茶樹の栽培においても、805年に永忠と帰国した最澄は嵯峨天皇に茶を点てて差し上げた御製の漢詩がある。帰国前には、僧は酒が禁物なため、茶で送別の会を開き、友人たちと漢詩を応酬した。滋賀県比叡山の
日吉茶園は彼ら天台僧が育てた茶の木が元との伝説がある。翌年、大同元年(806年)に弘法大師（空海）が唐より茶の種子を持ち帰り、弟子の堅恵大徳が宇陀市榛原赤埴の佛隆寺に播種され、その製法を伝えられたのが「大和茶」の始まりといわれている。
また、空海も茶に親しんだことが、在唐中に求めた典籍を嵯峨天皇に献じた際の奉納表の中に記されている。
『日本後紀』には、弘仁6年（815年）4月、嵯峨天皇の近江行幸の際、梵釈寺（滋賀県大津市）の僧永忠が茶を煎じて献上したと記されている。永忠は在唐35年の後、805年に帰国しており、この時に茶樹の種子あるいは苗を持ち帰ったと見られる。815年6月、畿内、近江、丹波、播磨の諸国に茶を植え、毎年献進することが命じられた。『凌雲集』の嵯峨天皇御製に「詩を吟じては厭わず香茗（こうめい）を搗（つ）くを／興に乗じては偏（ひと）えに宜しく雅弾を聴くべし」との聯があり、搗いて喫していたことが分かる。平安朝の宮廷人も茶を飲んでいたことがいくつかの詩に残っており、菅原道真も、「煩懣（はんまん）胸腸（きょうちょう）に結び／起ちて飲む茶一椀」と詠んでいる。しかし、遣唐使が停止されてからは、唐風のしきたりが衰え、茶もすたれていった。だが、この見方については異論もあり、平安時代中期の漢詩集『本朝麗藻』に採録された大江以言が園城寺を訪問した時の読まれた漢詩に「山の御厨（みくりや）の茶は熟し、暮煙興（おこ）る」とあり、平安時代末期に藤原忠通・藤原周光によって編纂されたとみられる『本朝無題詩』に所収されている漢詩には11世紀から12世紀中期にかけて寺で茶を供された話を盛り込んだ詩が7首存在しており、平安時代を通じて京都の寺院を中心に茶を喫する伝統が継承されてきたと考えるべきであるとする指摘がある。
茶の再興は、栄西が1191年に宋（南宋）から種子や苗木を持ち帰ってからである。栄西は、1187年から5年間の2回目の渡宋中、素朴を尊ぶ禅寺での抹茶の飲み方を会得して帰ったと考えられる。当初は薬としての用法が主であった（戦場で、現在の何倍も濃い濃度の抹茶を飲んで眠気を覚ましていた等）が、栽培が普及すると共に嗜好品として、再び飲まれるようになった。
一時（貴族社会の平安時代の遊びとして）中国のように闘茶が行われることもあったが、日本茶道の祖・南浦紹明により、中国より茶道具などと共に当時、径山寺などで盛んに行われていた茶会などの作法が伝わり、次第に場の華やかさより主人と客の精神的交流を重視した独自の茶の湯へと発展した。

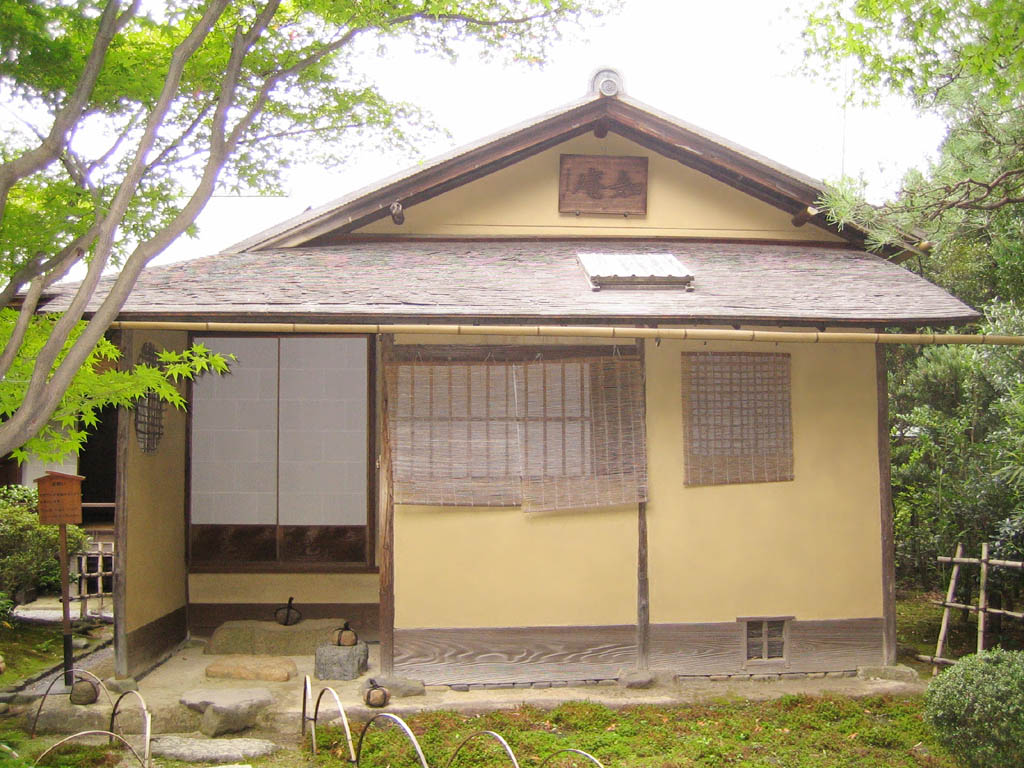
茶室「如庵」。国宝

戦国期から江戸時代初期にかけては、茶の湯という文化が、政治面でも重要な役割を果たした。織田信長、豊臣秀吉などの多くの武将たちは茶が持つ「結縁性」に気づき、茶の湯に腐心した。戦国時代は古い権威や宗教が否定され、戦場では親兄弟からも裏切られることが多く、確かだったはずのものが瓦解してしまった時代だが、「茶を点てる方とそれを飲む方」との間に自然と人間関係が結ばれる現象に気づいた武将たちは、互いの関係を確認するために茶の湯を利用するようになった。密接な人間関係の存在を確認するために、他人が入らないよう、わずか数人のみで茶の湯が出来る小さな茶室が造られた。戦国時代の武将には「死」は常に側にあるもので、茶の湯の芸術も、生を謳歌し温かみのある美術的価値よりも、「冷え枯れた」精神的な価値に比重がおかれ、「わび」の美へと傾倒していった。こうした茶の湯を千利休が完成させた。
茶は江戸時代前期では贅沢品として、『慶安御触書』や『直江四季農戒書』でも戒められていたが、やがて有利な現金作物として生産が増えて大いに普及した。生産者にとっては現金収入となる一方で、金肥といわれた干鰯や油粕のような高窒素肥料を購入しなければならなかったので、生産地では農村への貨幣経済浸透を促した。

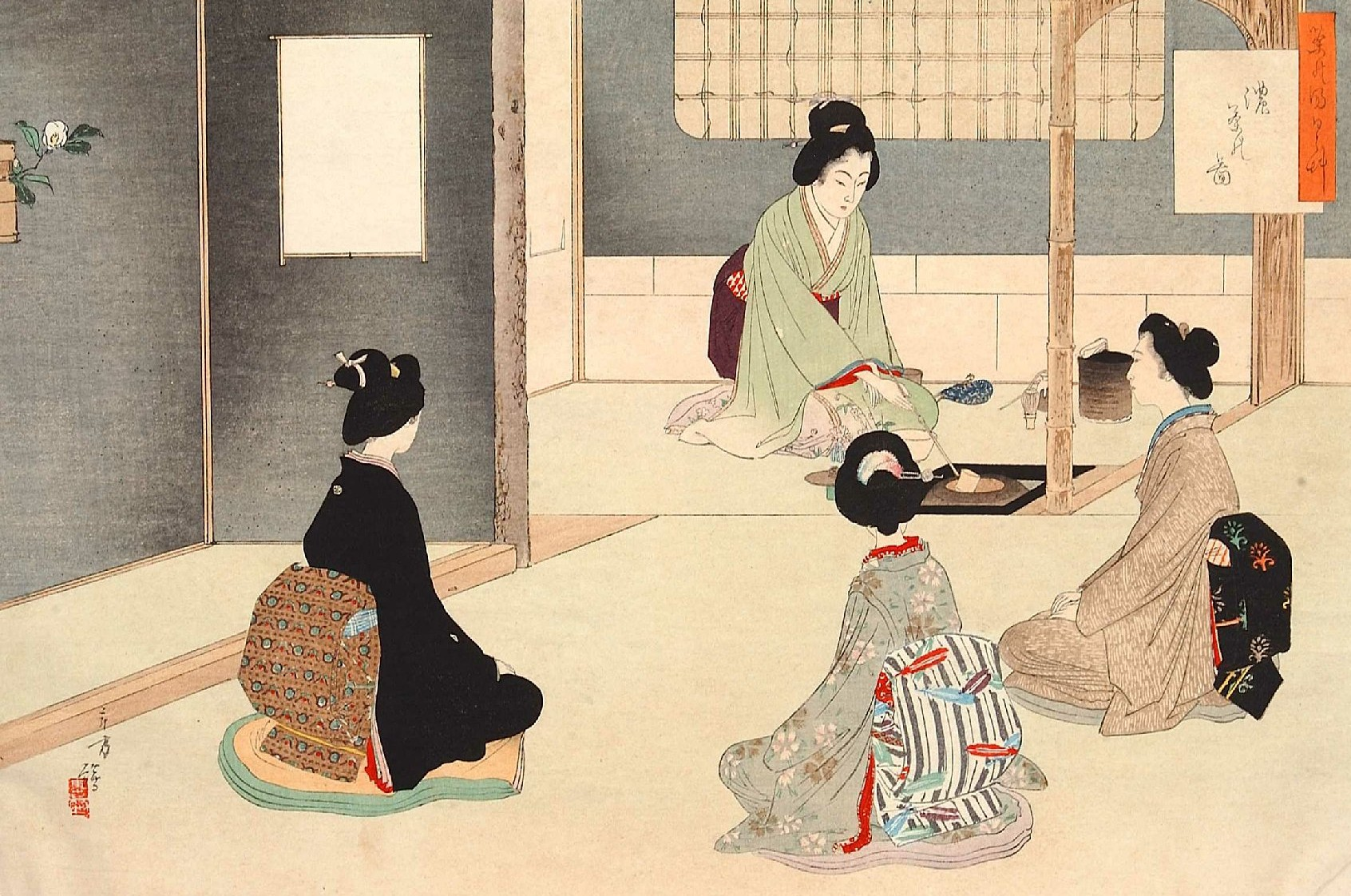
女性の嗜みとなった茶道。水野年方画『濃茶の圖』「茶の湯日々草」より。明治30年

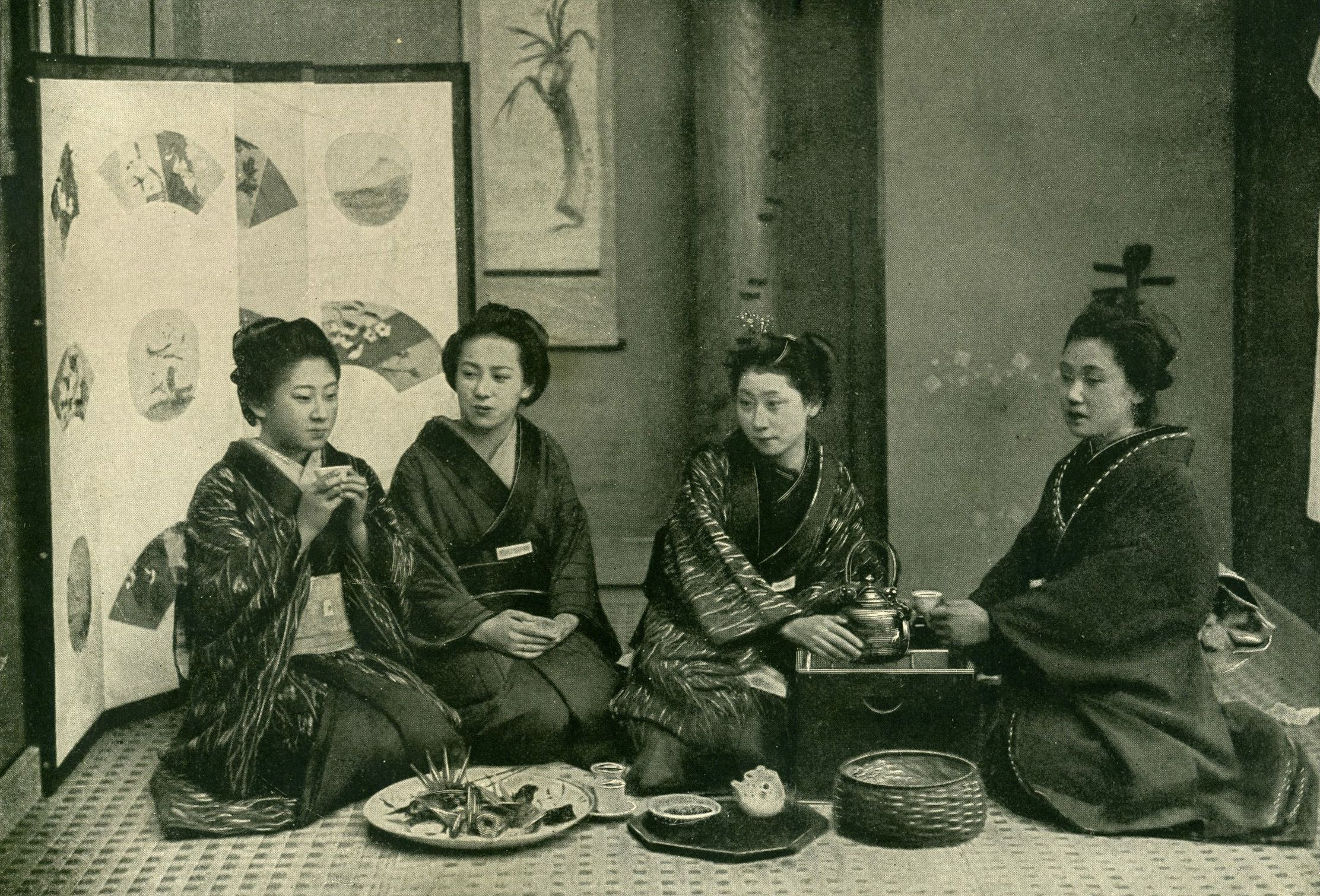
長火鉢を囲んで茶を愉しむ（明治時代）

茶の湯は明治時代に茶道と改称され、当時の女性の礼儀作法の嗜みとなっていた。
明治時代になって西洋文明が入ってくると、コーヒーと共に紅茶が持込まれて徐々に普及していくこととなる。
1979年に人気絶頂期のピンク・レディーが減量のためにウーロン茶を飲んでいると言ったことから半発酵茶の烏龍茶が注目を集め、伊藤園やサントリーから缶入り烏龍茶が発売されると一般的な飲み物として定着した。また、この流行のため中国では烏龍茶が主であるかのようなイメージも広がった。
缶入り烏龍茶の好評を受けて飲料メーカーは缶・ペットボトル入りの紅茶・日本茶を開発し、一つの市場を形成するに至った。家庭で急須に入れた茶葉から茶を抽出して飲むことは、茶殻の処理が面倒といった理由で敬遠されるようになったが、日本茶用ティーバッグ、家庭用に碾茶から抹茶をつくれる機械が販売されるようになっている。このほかにも新しい茶製品が相次いで開発されている。
茶道は、礼儀作法が敷居が高いイメージがあり、趣味人の芸道としての存在に回帰しつつある。その一方で、茶道を気軽に日常に取り入れる動きも存在し、文化誌、婦人誌では、日本を含めた様々な茶の紹介、正式・略式・個人式の茶会の記事も紹介され、緑茶のみならず、世界の茶が紹介されている。旅茶セット、野点セットなど、趣味人だけではなく一般を対象とした道具もある。

### 朝鮮半島
朝鮮半島には首露王の妃である許黃玉がインドで茶の種子を持ってきたという伝説があるが、新羅興徳王3年（828年）12月に大廉が茶の種子を唐から持って来て智異山に植えたという記録が最初である（『三国史記』）。しかし、緯度が高く冷涼乾燥気候の朝鮮半島は茶の栽培には適さず、生産量は限られたものであった。また、その品質も悪く、後述の『高麗図経』では「土産茶、味似苦渋不可入口（高麗産の茶は苦く渋くて、口に入れることができない）」と記されている。『三国史記』や『三国遺事』に現れる茶に関する記述は、大部分が僧侶にまつわる話であって、当時寺院を中心に喫茶が儀礼と関係して用いられていた様子が窺われる。さらに、中国宋王朝の使節である徐兢の記録『高麗図経』（正確には『宣和奉使高麗図経』）からは高麗の喫茶法が確認されるが、その記述が不十分なことから、当時の喫茶法については明確でない。熊倉功夫氏などは抹茶法であったと推測しているが、宋時代の抹茶法では用いない「湯鼎」を使う、あるいは、明時代の茶書『製茶新譜』で団茶法（鼎や鍋で茶葉を煮出す方法）に対して用いられている動詞「烹」を使うなど、疑問点が多い（抹茶の場合は通常「点」を用いる）。
李氏朝鮮時代には崇儒廃仏によって仏教的な文物の多くは破棄されており、この時期に喫茶の風習も途絶えていたとみなされる場合が多い。しかし、慶尚道慶州府、全羅道羅州牧、南原都護府などで茶が生産されており、王宮では贈答用の「天池団茶」という固形茶も製造されていた（さらに「青苔銭」と呼ばれる固形茶もあったようである）。なお、日本による併合後に持ち込まれた茶の品種に対して、DNAの形質から区別される在来種を「韓国野生茶」と呼んでいる。このように李朝においても製茶自体は存続していたが、しばしば記録に登場する高級茶は中国からの輸入品であったようである。
李氏朝鮮の喫茶法は古い喫茶道具や文献資料の不足から不明な点が多く、『朝鮮王朝実録』の記録からは中国明王朝の使節を迎える際に、茶を用いた儀礼（茶禮）が行われていた様子が確認されるが、儒教を国教とし仏教文化の茶文化も禁圧して消滅させ、茶を奉げる仏教儀礼の「茶礼（茶禮、チャレ）」は禁じられ、酒を奉げる献杯の儒教「祭祀」を奨励していた。ただし儒教の祭祀の名前はそのまま「茶礼」と呼ばれ続けた。慶長の役の時（1598年）に明の楊鎬が南原の茶は高品質なのになぜ採取しないのかと問うのに対し、「私たちには茶を飲む風習が無い」と答えている。楊鎬は朝鮮茶の中国への輸出を推奨した。清への朝貢物品の中で1637年から1645年まで茶千包が含まれていたが、前述のように茶葉の産出量が少なかったことから、朝鮮で使用される茶葉は北京からの輸入品が主であった。
このように、茶の国内への供給量がごく限られたものであったことから、茶葉を用いた喫茶の習慣は上流階級や一部の寺院のみのものであった。このため、朝鮮半島で「茶」と言う場合は、中国・日本などで言われる「茶」ではなく、木の根などを煎じた薬湯や、果実を湯に浸した物（柚子茶）等を指す場合が多い（韓国伝統茶）。庶民の間では茶の代用として、焦げ飯のついた釜で沸かした湯「スンニュン」が食後の口直しに飲まれていた。なお、李氏朝鮮時代の文献『朝鮮歳時記』には、中国で茶の新芽を意味する「雀舌」が、杉など他の植物の新芽を指している例も見られる。
李氏朝鮮の末期には大興寺の禅僧である草衣（초의、意恂、ko:의순、1786 - 1866）が現れ、『東茶頌』『茶神伝』などの著書を遺しているが、同書の章立は宋・明の茶書に近いものがある。
明治9年（1876年）7月に、日本政府が日朝修好条規に基づき、条規付録や通商章程を協議決定するため宮本小一外務大丞を京城へ派遣した際の記録で、宮中での食事、建物、一般情勢の記録には茶について「茶（緑茶）は無い。干した生姜の粉と陳皮（蜜柑の皮を干したもの）を砕いたのを煎じたものを「茶」としている。貴人はこれに人参（朝鮮人参）を入れて人参湯と称する。つまり、煎じ薬を飲むにも似ている」とある。1894年から1897年にかけ、李氏朝鮮を訪れ『朝鮮紀行』を記したイザベラ・バードは、朝鮮には茶はなく、柑橘類を溶かしたもの（柚子茶）を飲む風習があることを紹介している。
朝鮮戦争以後は、民族主義活動家で僧籍にあった崔凡述（ko:최범술、暁堂、1904 - 1979）が、草衣の茶礼を受け継いだと称して般若露茶礼を創始し、これが現代韓国の茶の儀式の基礎となっている。なお、文献では例外的なものを除いて「茶道」という言葉は使われていない。朝鮮半島において、「道」の語は道教（道家思想）を意味するものであり、芸道修行意図で用いられている日本の「茶道」とは異なっている。また、朝鮮半島で抹茶（点茶法）が飲まれていた資料も無い。

### インド
インド人が茶を飲んでいたことは、17世紀の文献に見える。また、大英博物館の植物標本室に、東インド会社の外科医サミュエル・ブラウンとエドワード・バルクリーが、インドのマラバル地方で1698年から1702年にかけて採集したとされる茶樹があり、中国から移植したものと考えられる。
19世紀後半から、インドやスリランカで本格的な茶樹栽培が始まった。

### 西ヨーロッパ
ヨーロッパの最古の茶に関する記述は、ヴェネツィアのジョヴァンニ・ラムージオによるもので、1550年代の著書『航海と旅行』第2巻で、ペルシャ人からの伝聞として「カタイのチャイ」（Chiai Catai）の効能について記している。16世紀にはほかにもいくつかの文献が中国や日本の茶について「chia, chaa」などの名で紹介している。
本格的にヨーロッパに茶がもたらされたのは、1609年、オランダが日本の平戸島に商館を設け、翌年、日本茶と中国茶がジャワ経由でヨーロッパに輸出されてからである。薬屋で量り売りされる高価なもので、聖職者が眠気覚ましの薬に用いたとも言われる。17世紀前半には、オランダの医師が、茶は万病に効き、長生きの妙薬だと述べたのに対し、ドイツやフランスの医師が、茶の害を説いた文章を発表している。
イギリスでも茶について賛否両論があったが、1640年に初めてティールームが開業されるなど、徐々に浸透していった。当初はイギリスでも緑茶で飲んでいた。清教徒革命の後にオリバー・クロムウェルがイングランド共和国の実権を握った時、その頃に流行り始めていた茶に課税することを思いつき、実行した。この抑制が国王政府への反抗心に作用し、茶の密輸が横行した。聖職者が密輸業に加担していたことが茶の普及に拍車をかけた。クロムウェルの時代が終わったとき、イギリス国民に喫茶の習慣が確立していた。
17世紀後半には、「午後の茶」（アフタヌーンティー）の習慣が定着した。同じ頃、緑茶よりも紅茶が優勢となった。これは、中国や日本と異なり、イギリスでは軟水ではなく硬水を使っていたためである。サミュエル・ジョンソンは、1757年、喫茶否定論に反論して「私の湯沸かしは、ほとんど冷める暇はない。晩に茶で楽しみ、夜でも茶で慰み、朝でも茶で目が覚める。」と書いている。イギリスでは、他のヨーロッパ諸国に比べて喫茶の風習が広く浸透したが、その理由として、イギリスの水が茶に合ったこと、フランス、イタリアのワインや、ドイツのビールに当たるような飲み物がイギリスになかったことなどが挙げられている。
茶貿易もオランダではなくイギリスが主導権をとり、中国産の茶がヨーロッパで主役となった。中国貿易を独占していたのがイギリス東インド会社であったが、その三角貿易がアヘン戦争につながった（前述清代）。19世紀の半ばには、茶を運ぶ「クリッパー」と呼ばれる高速帆船による速度記録競争が過熱した。殊勲を上げた海運業者には報奨金とブルーリボンが与えられた。この競争に世界中の港と賭け屋が夢中になったと言われる。

### アメリカ
アメリカのイギリス植民地でも中国産の茶が飲まれていたが、フランスやオランダの商人がイギリスの課税を免れて安い密輸茶を運んでいた。イギリス本国政府は、1773年、茶法（茶税法）を制定し、密輸茶を取り締まり、東インド会社の市場独占を確立しようとした。しかしこれがアメリカ市民の反発を招いて同年、ボストン茶会事件が起こり、アメリカ独立戦争につながった。この時代に茶法の反対運動が激化し、不買運動にまでつながった。代わってアメリカではコーヒーを飲む文化が広まることになった。
アメリカ合衆国は独立後、自前で中国貿易に参入。アメリカ人参、ラッコやアザラシの毛皮、綿花、鉛、胡椒、羽紗などを清に輸出して、見返りに茶などを買った。このことが太平洋航路の開発につながった。

## 産業

### 生産

2017年における世界生産量に占める割合（色が濃いほど生産割合が高い）。
20% 以上
10 から 20%.
5 から 10%.
1 から 5%.
0.5 から 1%.
0.5% 未満

国連食糧農業機関 (FAO) の統計によれば、2010年における世界の茶葉生産量は、約452万トンである。地域別では、アジアが生産量の約84%、アフリカが約14%、南北アメリカが約2%を占める。上位5か国は中国、インド、ケニア、スリランカ、トルコであり、国別生産量は次表のとおり。
| 国           | 2008      | 2009      | 2010      |
| ------------ | --------- | --------- | --------- |
| 中国         | 1,274,984 | 1,375,780 | 1,467,467 |
| インド       | 987,000   | 972,700   | 991,180   |
| ケニア       | 345,800   | 314,100   | 399,000   |
| スリランカ   | 318,700   | 290,000   | 282,300   |
| トルコ       | 198,046   | 198,601   | 235,000   |
| ベトナム     | 173,500   | 185,700   | 198,466   |
| イラン       | 165,717   | 165,717   | 165,717   |
| インドネシア | 150,851   | 146,440   | 150,000   |
| アルゼンチン | 80,142    | 71,715    | 88,574    |
| 日本         | 96,500    | 86,000    | 85,000    |
| 合計         | 4,211,397 | 4,242,280 | 4,518,060 |

日本の茶の生産量は静岡県が1位である（2020年統計）。続いて鹿児島県が2位、三重県が3位、宮崎県が4位である。産出額においては静岡県が2019年に鹿児島県に抜かれ、1970年から49年間続いた首位の座から陥落した。

### 販売
世界での茶類の販売額は454億ドルと推計され（イギリスの調査会社ユーロモニターインターナショナルによる）、「リプトン」ブランドを有するユニリーバが10％強のシェアを持つ最大手である。

## 成分と効能
|                    | 玉露    | 煎茶    | ほうじ茶 | 番茶    | 玄米茶  | 紅茶    | ウーロン茶 |
| ------------------ | ------- | ------- | -------- | ------- | ------- | ------- | ---------- |
| タンパク質         | 1.3 g   | 0.2 g   | 0 g      | 0 g     | 0 g     | 0.1 g   | 0 g        |
| ビタミンB2         | 0.11 mg | 0.05 mg | 0.02 mg  | 0.03 mg | 0.01 mg | 0.01 mg | 0.03 mg    |
| 葉酸（ビタミンB9） | 150 μg  | 16 μg   | 13 μg    | 7 μg    | 3 μg    | 3 μg    | 2 μg       |
| ビタミンC          | 19 mg   | 6 mg    | 0 mg     | 3 mg    | 1 mg    | 0 mg    | 0 mg       |
| カフェイン         | 16 mg   | 20 mg   | 20 mg    | 10 mg   | 10 mg   | 30 mg   | 20 mg      |
| タンニン           | 23 mg   | 70 mg   | 40 mg    | 30 mg   | 10 mg   | 10 mg   | 30 mg      |

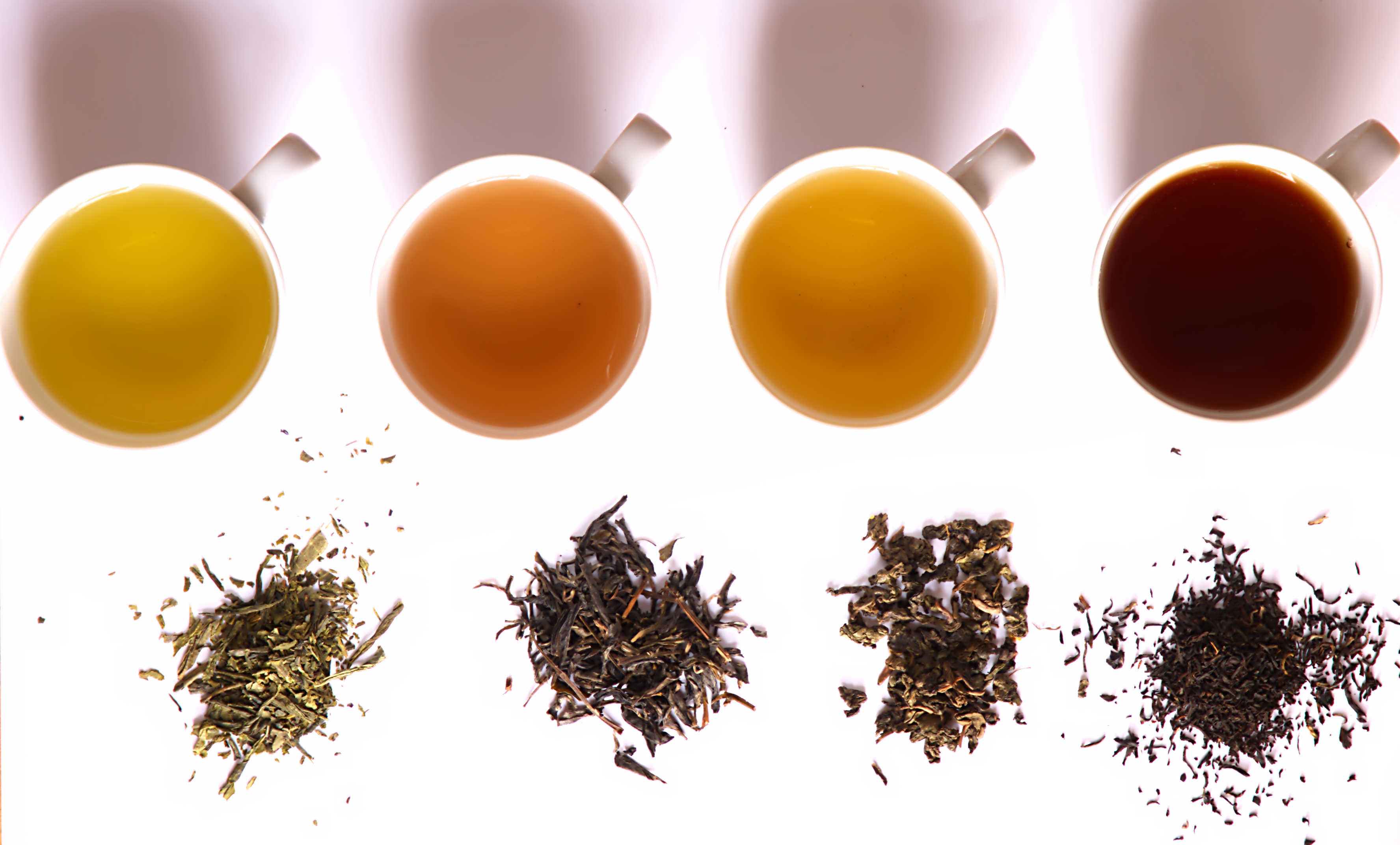
酸化成分が異なるお茶

茶を嗜好品として特別視せしめたのはカフェインが含有されている事であるが、茶には他にも次のような各種有効成分があると言われている。
- タンニン（カテキン類）
- テアニン
- ビタミンC

カフェインの主な作用は、中枢神経を興奮させることによる覚醒作用及び強心作用、脂肪酸増加作用による呼吸量と熱発生作用の増加による皮下脂肪燃焼効果、脳細動脈収縮作用、利尿作用などがある。
カテキンには実に多様な生理活性があることが報告されており、それらを列挙すると、血圧上昇抑制作用、血中コレステロール調節作用、血糖値調節作用（詳細は以下を参照のこと）、抗酸化作用、老化抑制作用、抗突然変異、抗癌、抗菌、抗う蝕などとなる。
チャの葉や種子のテアサポニン（theasaponin）類、アッサムサポニン（assamsaponin）類には小腸でのグルコースの吸収抑制等による血糖値上昇抑制活性が認められた（詳細は「サポニン」参照）。動物実験で日本茶、特に番茶、中でも多糖類（ポリサッカライド）を有効成分とする番茶冷浸エキスでの血糖降下作用が認められた。
テアニンにはリラックス効果、抗ストレス作用、睡眠の質の改善月経前症候群（PMS）の軽減、認知活動や気分の改善の作用がある(詳細はテアニンを参照のこと）。
モンゴルなど野菜が不足する地域では、茶を飲む習慣があり、1日に10杯程度飲むと言われているが、遊牧民が愛飲するレンガ状に固められた茶葉を分析すると、ビタミンはほとんど存在しなかった。むしろ、遊牧民が夏場に愛飲する馬乳酒中の乳酸菌がビタミンCを生成するため、野菜や果物を摂れない遊牧民のビタミンC補給源となっていると言われている。
茶はデザイナーフーズ計画のピラミッドで2群に属しており、タマネギやターメリックと共に、2群の最上位に属する高い癌予防効果のある食材であると位置づけられていた。
茶にはシュウ酸が含まれており、乾燥茶葉100 g中の含有量は、玉露（上級）1,290 mg、煎茶（上級）820 mg、番茶740 mg、ほうじ茶770 mgであった。
ハーバード大学医学部によると、お茶にはフラボノイドが豊富に含まれているため、野菜や果物と同様に物忘れをふせぐ効果があるとのことである。
なおデメリットもあり、先述の利尿作用は度が過ぎると水分不足につながることもある。
飲用のために熱湯もしくは常温、冷却された水に茶葉を浸して成分を抽出する場合、茶葉の種類にもよるが温度によって時間単位での溶け出す量が変化し、これにより成分や風味を調整することができる。

## 様々な茶と、茶を利用した食品

### 他の材料と混合した茶
- 花茶
  - ジャスミン茶（茉莉花茶、さんぴん茶）
  - 菊洱（ジュアル）: プーアル茶に菊茶を加える。
  - 蓮茶: 茶葉に蓮の花の香りをつける。ベトナムでポピュラーな飲み方。
- バター茶: 茶以外にバター、塩を含む。
- ミルクティー: 紅茶に牛乳、砂糖などを加える。
  - チャーイェン: タイではポピュラーな茶の飲み方であり、茶に加糖練乳（コンデンスミルク）を加える。
- 果実茶
  - レモンティー: 紅茶にレモン、砂糖などを加える。
  - アップルティー: 紅茶にリンゴ、砂糖などを加える。但し、レモンティーとは少し手順が異なり、果肉の代わりに果汁やジュースを加えることもある。
- 鴛鴦茶: 茶とコーヒーを混合する。
- マサーラー・チャイ: インドや東南アジア諸国にて広く普及している茶の飲み方。カルダモン、クローブなどの香辛料、牛乳を含む。前述のミルクティーと要素は近いものの香辛料を加える点では大いに異なる。
- 玄米茶
- ぶくぶく茶: 炒米を煎じてさんぴん茶に加え、泡立てた後にピーナッツ粉末を振りかけて供することが代表的。日本の沖縄県。
- 擂茶: 客家の伝統茶で、落花生、ゴマ、玄米などを入れる。
- 八宝茶（三泡台）: 回族の伝統茶で、砂糖やナツメなどを入れる。
- 三道茶: ペー族の伝統茶で、砂糖やルーシャンなどを入れるものもある。

#### 茶を使った酒類
茶はサワー、チューハイの割材として使われるほか、静岡県では茶のファンや需要を増やすため、各種茶葉を様々な酒類（ジン、ウォッカ、焼酎など）に浸漬して香りや甘味を抽出したクラフトリキュールやカクテルを「宵茶」として飲食店で提供している。

### 茶葉を用いた料理、菓子など

#### 料理
- 食茶: 茶殻をそのまま食べること、また、その食材としての利用。
- 茶漬け、ひつまぶし: ご飯に魚、塩辛、梅干、海苔、三つ葉などを乗せ、煎茶をかけて食べる。
- 茶粥: 日本の奈良県と和歌山県では、茶葉を入れて粥を作る伝統がある（主にほうじ茶を使用）。
- 茶そば: 抹茶を練り込んだ蕎麦切り。
- 龍井蝦仁: 中国浙江省杭州市の名物料理で、川エビの殻を剥いて、龍井茶の若葉と炒めたもの。
- 樟茶鴨: 四川料理の一つで、下味をつけたアヒルをクスの葉とジャスミン茶でいぶして香り付けした後、蒸し、さらに表面を油で揚げる料理。
- 茶卵（茶鶏蛋）: 中国で一般的な、茶や醤油などで味付けしたゆで卵。
- ラペソー: ミャンマー料理の一種。後発酵させ漬物のようになった茶葉をナッツや干蝦、生野菜などと和え、サラダのように調理する。

#### 菓子
- 茶団子: 団子に抹茶を加えて風味を添えたもの。大正初期に京都府宇治市の「大茶万（）本店」で作られた物が発祥。
- はったい粉、ツァンパ: 大麦の粉を使う練り菓子の一つで、茶を用いる場合もある。

ほか、抹茶アイスクリーム、抹茶ババロア、抹茶ケーキなど、緑茶の風味を添えた洋菓子・和菓子が日本には多い。また、チョコレート菓子（※「準」扱い含む）の製品は特に多い。
また、北タイのラーンナー地方には茶葉にナッツなどをくるんだものをガムのように噛んで味わう、噛み茶が存在する。
これら以外にも、茶葉を使った料理は日本や中国を中心に様々なものがある。

### 食用以外での利用
日本では平安時代より江戸時代まで、茶は染料として利用されており「茶色」は正しく茶の色だった。時代とともに、茶そのものよりも茶色が出しやすい別の染料に置き換わる形で次第に利用されなくなった。元禄時代には茶色ブームが起き、当時の「茶」の付く色の和名は80種を超える。

## 茶ではない「茶」
本項ではこれまでISOの定義に従い「チャノキの」「生葉」「のみ」を使った茶について論じてきたが、これ以外にも「茶」と呼ばれる嗜好品は存在し、民族学者の周達生はこれらを「茶外の茶」と呼んだ。
中尾佐助によると中国の西部や西南部では多数の樹木が茶のような利用法で飲まれており、「これがチャで作った茶の代用品と考えることはむつかしく，むしろこの地域の漢族以外の民族集団がいろいろな植物の葉を加工して，それを貯蔵し，煮出して飲む習慣が広く存在していたと推定している」。
周達生もはじめは様々な野生植物の葉が茶として利用されていたが、その後チャの葉が選択的に利用されるようになったのではないかと想定している。

守屋毅は「茶外の茶」をも含めた「茶」の文化は以下の３つのレベルからなると論じた：
- 狭義の茶：チャを原料とする茶[191]
- 中間義の茶：植物の葉を煎じる飲料[191]
- 広義の茶：アルコール性飲料や生の果汁を除いた飲料全般[191]

上記とは別軸で、ジャスミン茶のような花茶、茶葉を固めた緊圧茶、ティーバッグや粉末茶などはチャノキの葉を原料とした「茶」をさらに加工した加工製品で、「再加工茶」と呼ばれる。

以下では上述した３分類によらず、「植物由来の茶」「真菌由来の茶」「動物に由来の茶」のように茶の生成に関わった生物種によって「茶外の茶」を分類して紹介する：

### 植物由来
- 麦茶
- ハトムギ茶
- 熊笹茶
- 竹茶
- そば茶
- ハブ茶
- 甜茶
- 甘茶
- 甘茶蔓茶
- 杜仲茶
- 苦丁茶
- ドクダミ茶
- コーヒー生豆茶
- 紫蘇茶
- 緑甘茶(緑天茶)
- ゴーヤー茶
- マタタビ茶
- 柚子茶
- 陳皮茶（蜜柑の皮茶）
- 韓国伝統茶
- ハーブティー
- マテ茶
- 羅漢果茶
- コカ茶
- ルイボス茶
- ハニーブッシュティー
- 桜漬葉茶
- 昆布茶
- 梅昆布茶

ほか、多数

### 真菌類由来
- 椎茸茶

### 動物由来
- 虫糞茶（虫屎茶）: 茶の材料とする茶葉（チャノキの葉に限らず）を蛾の幼虫に食べさせる。その結果として得られる物は糞であるが、分解が進み、動物性の旨みも加わった自然加工物である。
- 象糞茶: アフリカ大陸東部に暮らすマサイ族などが乾期のゾウの糞を元に作る飲み物。別名・サバンナティー。

## ティーバッグ
ティーバッグは1907年に、アメリカの茶商トーマス・サリヴァンが、絹の小さなバッグの中に茶葉を入れ、配布したのが始まり。

## 茶の音楽

### 邦楽
『宇治巡り』（地歌・箏曲）
文化文政の頃、京都で活躍した盲人音楽家・松浦検校が作曲した手事（てごと）もの地歌曲。箏の手付は八重崎検校。「喜撰」「雁が音」など、多数の茶の銘を詠み込み四季の順に配列しつつ、春夏秋冬の茶の名産地である宇治を巡り歩くという風流な趣向の曲。大曲で、二箇所の手事（楽器だけで奏される器楽間奏部）も音楽的に凝ったもので、転調も頻繁に現れ、技術的にもなかなか難しい曲。「松浦の四つ物（四大名曲）」の一つとされている。
『茶音頭』（地歌・箏曲）
文化文政時代、京都で活躍した盲人音楽家・菊岡検校が作曲、八重崎検校が箏の手付をした手事もの地歌曲。俳人横井也有の「女手前」から抜粋した歌詞で、多数の茶道具を詠み込みつつ男女の仲がいつまでも続くよう願った内容。三味線の調弦が「六下り」という非常に特殊なもので、独特な響きがこの曲独自の雰囲気を作り出しており、歌の節も凝っている一方で手事が長く、八重崎検校の箏手付も巧みで合奏音楽としてもよくできているので、現代でも演奏会でよく採り上げられる曲である。「音頭」という語が付いているが、民謡ではなく、れっきとした芸術音楽。お点前の伴奏として演奏されることもある。
『宇治茶』（上方歌・端唄・うた沢）
『茶摘み』（文部省唱歌。作詞作曲者不詳）
『ちゃっきり節』（静岡県の新民謡。作詞：北原白秋、作曲：町田嘉章）

### クラシック音楽
- チャイコフスキー: バレエ音楽『くるみ割り人形』より「お茶（中国の踊り）」。
- レハール: オペレッタ『微笑みの国』より、二重唱曲「お茶を飲みつつ語らえば」。
- ショスタコーヴィチ: タヒチ・トロット（『二人でお茶を』という流行歌の編曲）。

その他、茶製造に関する労働歌、民謡として「茶摘み歌」「茶揉み歌」などが各地にある。またこれらに、茶に関する童謡や歌謡曲を含めて「茶歌」と言われることがある。

## 茶の庭

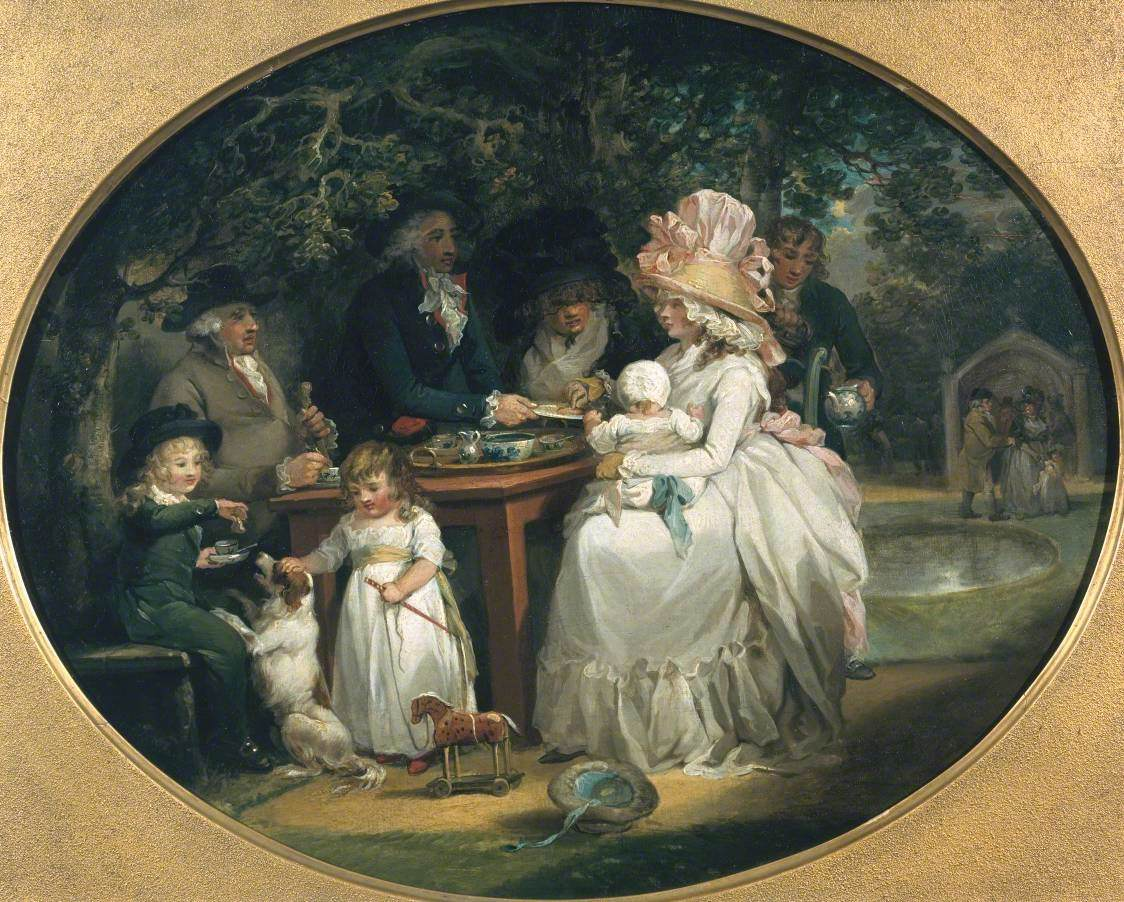
1790年にジョージ・モーランドがラネラーガーデンに作ったThe Tea Gardenの絵

茶の庭、ティーガーデン（Tea garden）とは、茶や軽食を提供する屋外空間や庭園、あるいは茶を飲むことを連想させる庭園のことである。特にインドでは茶畑の俗称でもある。茶園は初期のイギリスの商業的な遊園の一部で、しばしばカップルなどの出会い目的で訪れた。男性はローンボウルズに興じてビールまたはワインで過ごし、女性はティーガーデンで過ごすのだった。ただし現代ではカフェや喫茶店の屋外スペースを意味することが多い。

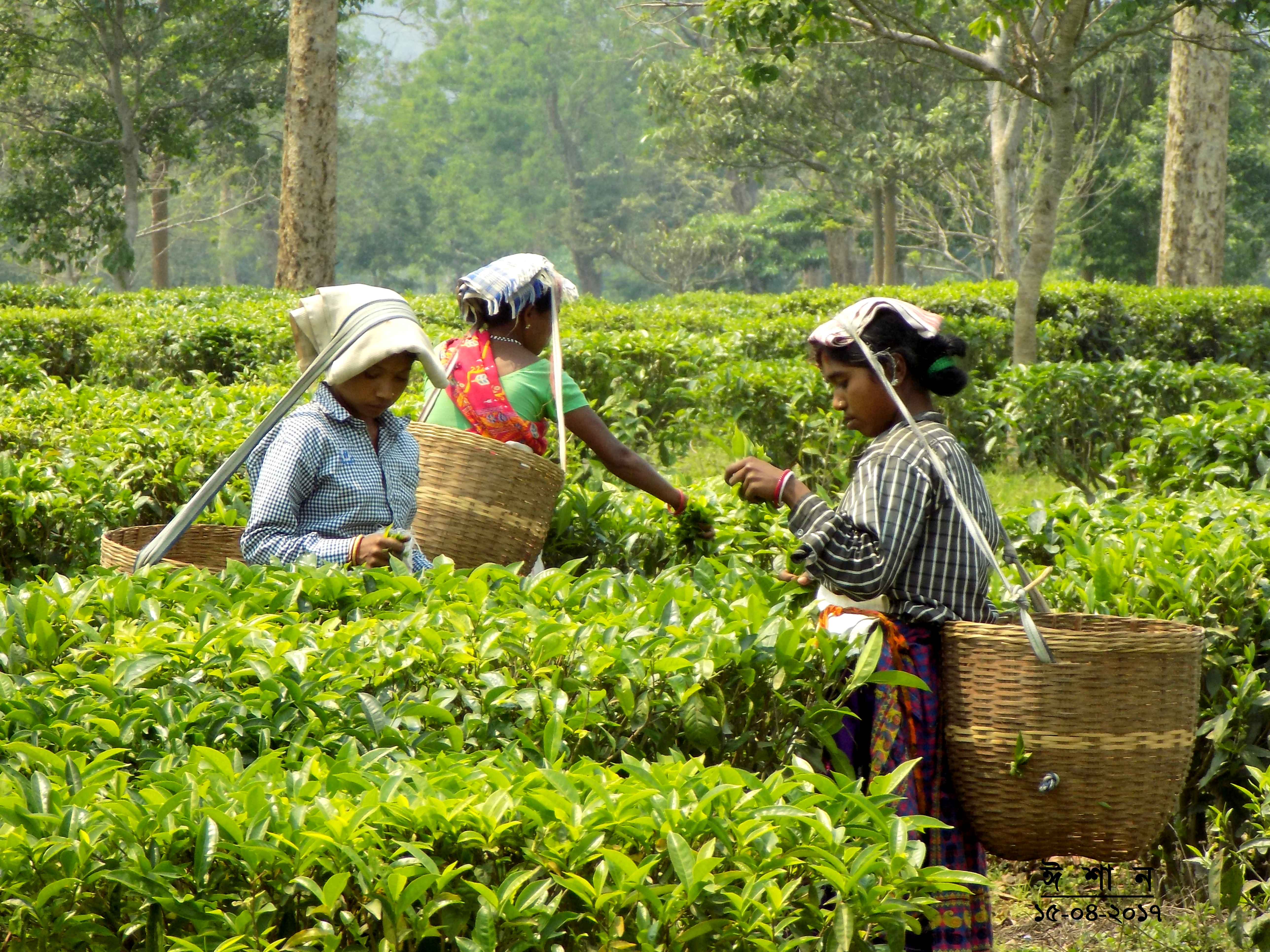
2017年のアッサム茶の収穫風景

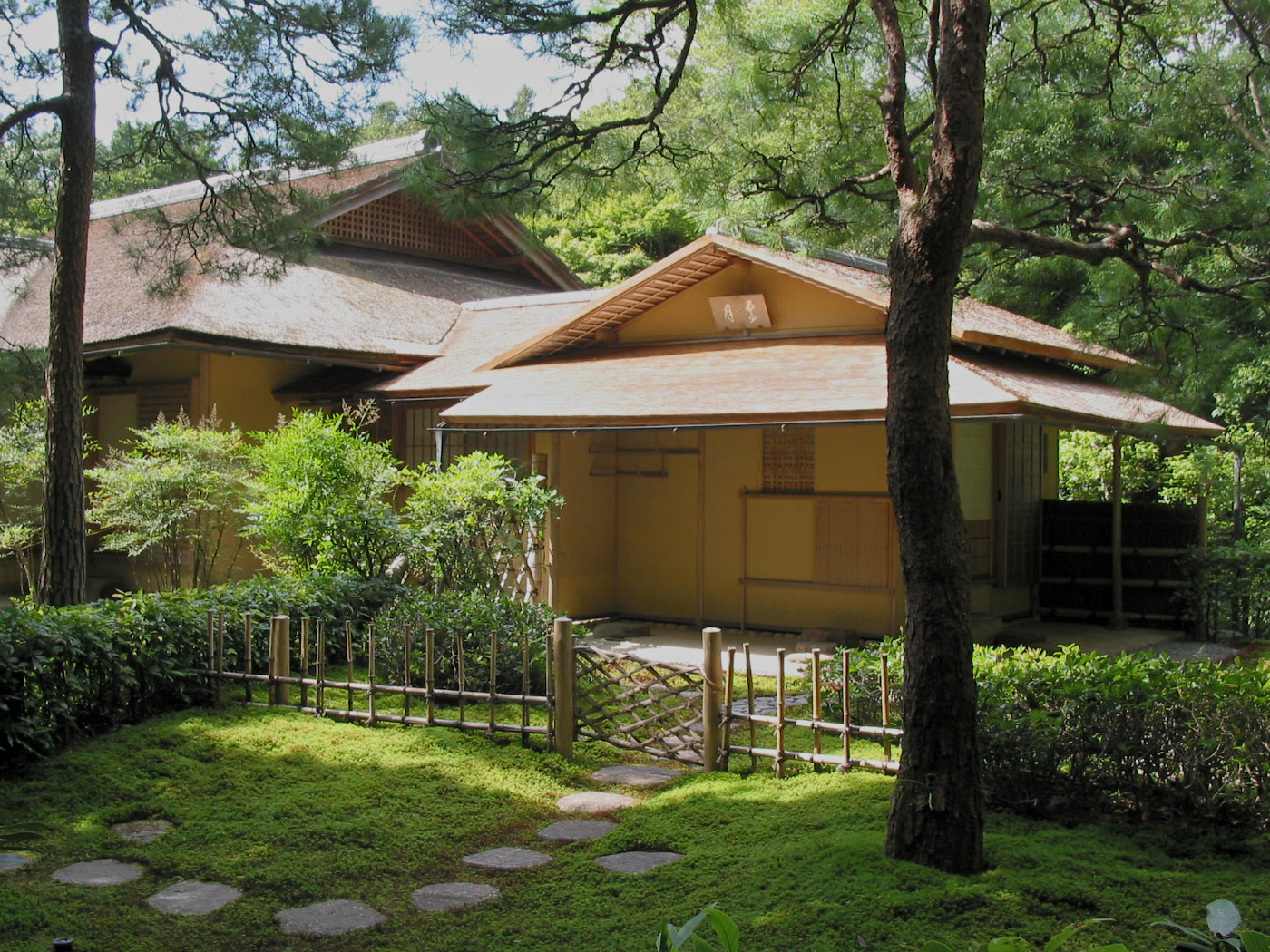
伊勢神宮の霽月茶室に通じる露地で、飛び石、苔、竹門、外苑と内苑への区分などが典型的

日本庭園において茶の庭は露地といった比較的小さな庭の特殊な様式であり、元々は茶室の入口の庭として、茶道のために到着した客の気分を盛り上げるために作庭される。庭園は建物へ通じる道から見えるようにしか設計されておらず、通常その中で茶道をたしなむ。この様式は小規模な前庭に適しており、日本や西洋でしばしば用いられてきた。
このほか、カモミール、ビーバーム、ペパーミント、レモンバーム、ラベンダーなどのお茶として飲むハーブに特化したキッチンガーデンのハーブガーデンに対して用いられることもある。